# Biserica fortificată din Boian

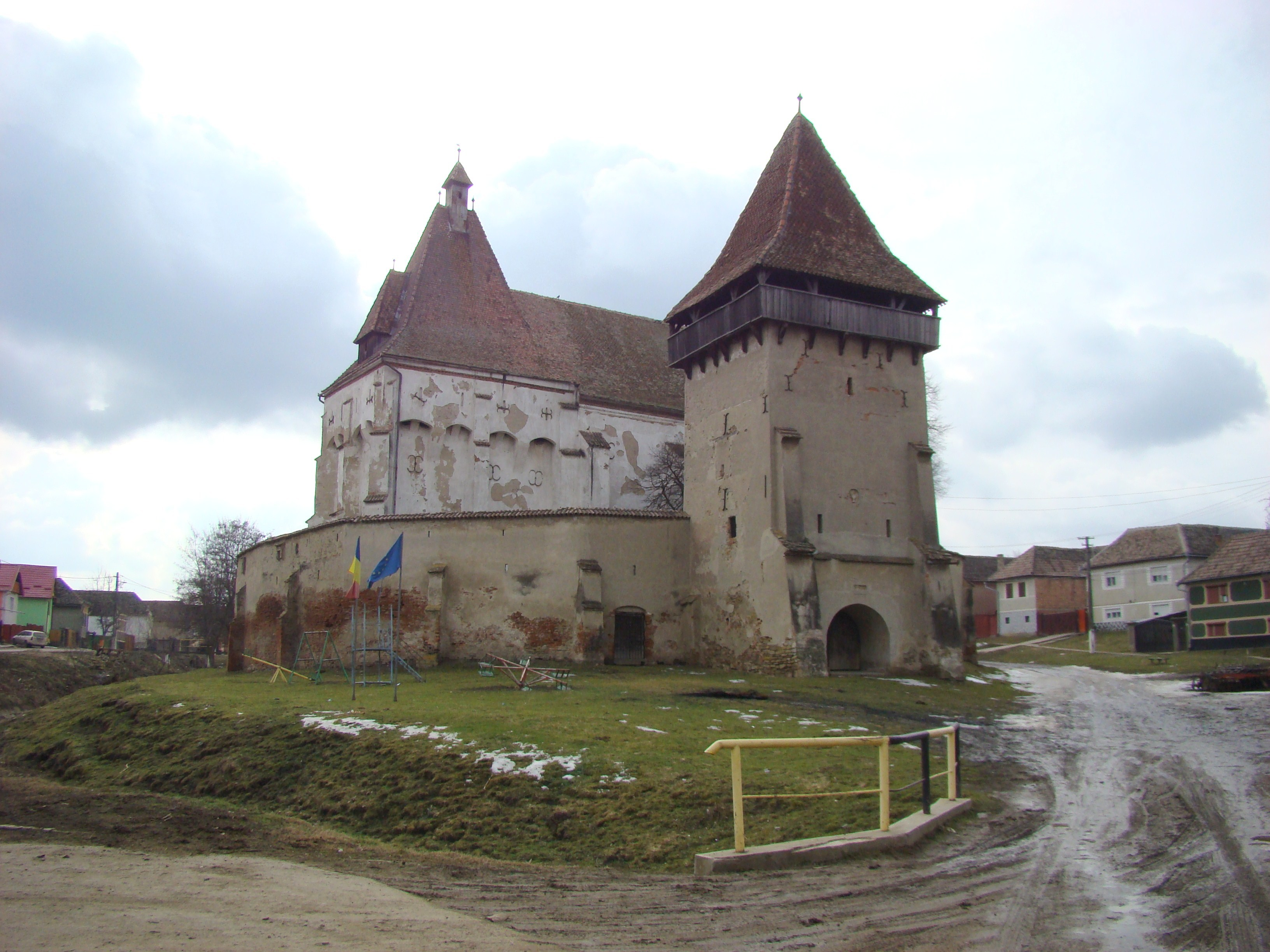
Biserica evanghelică fortificată din Boian, județul Sibiu, foto: februarie 2013.

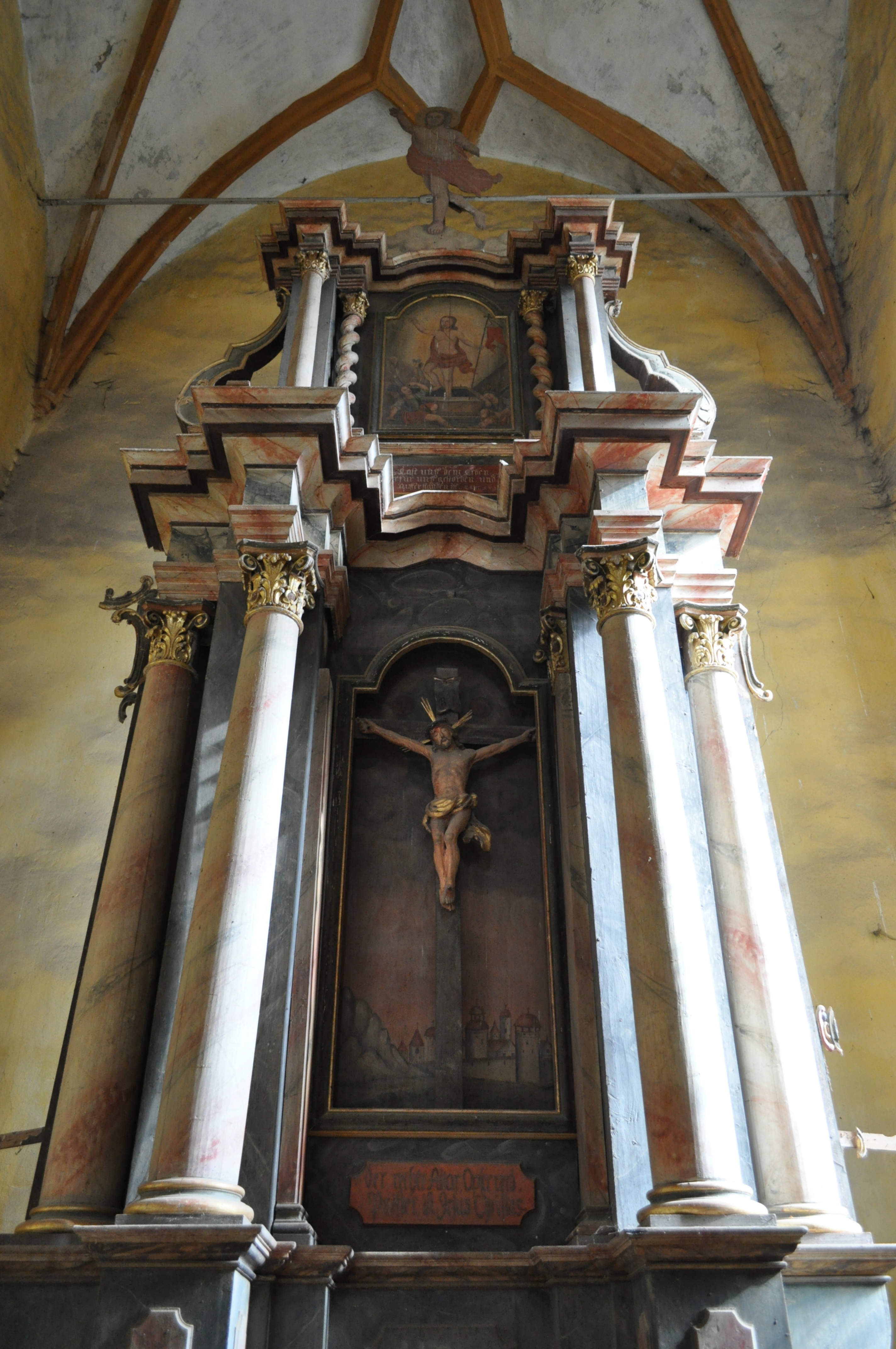
Altarul, făcut de meșterul Michael Zillmann și pictat de medieșanul Stephan Adolf Valepagi

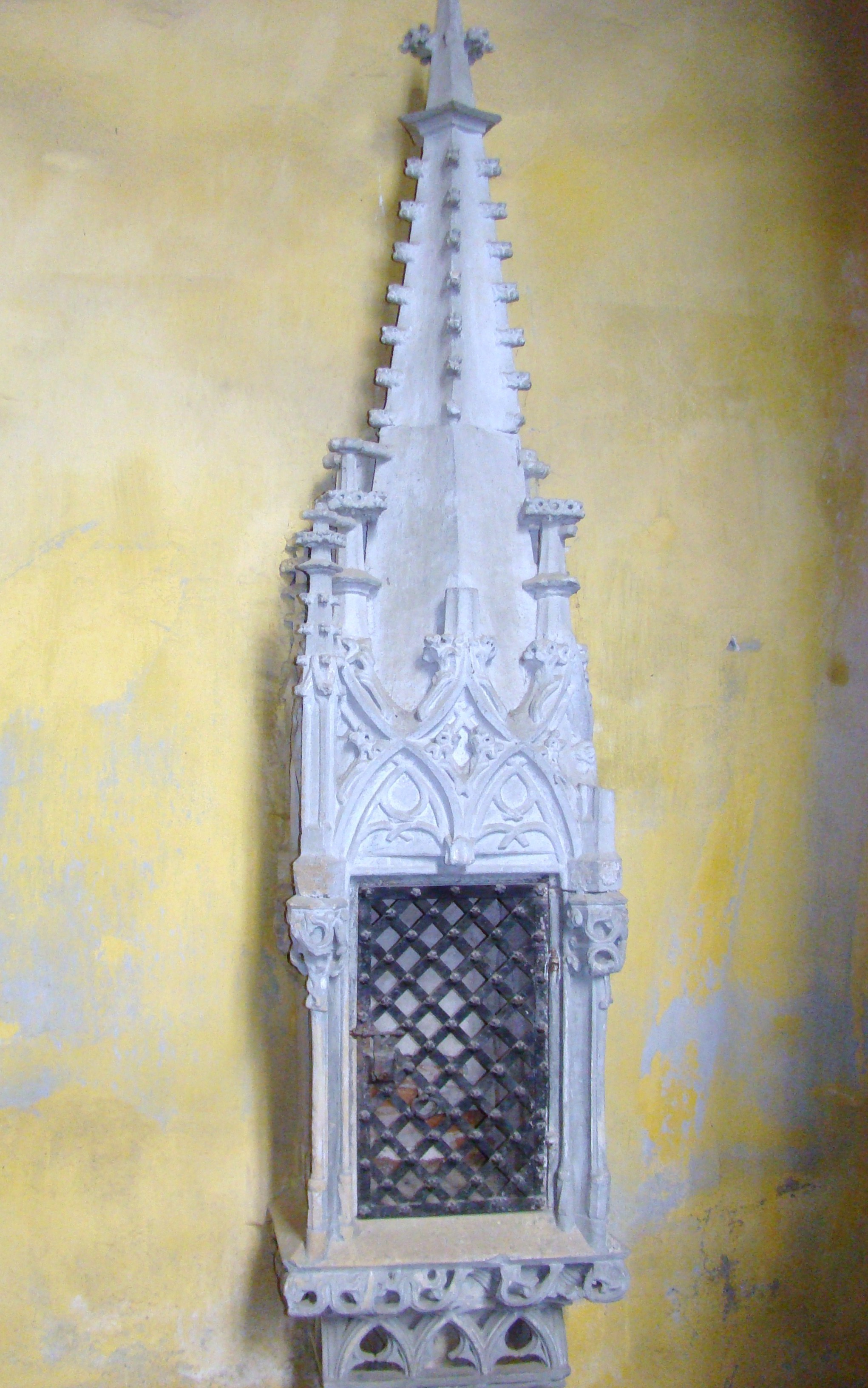
Tabernacol

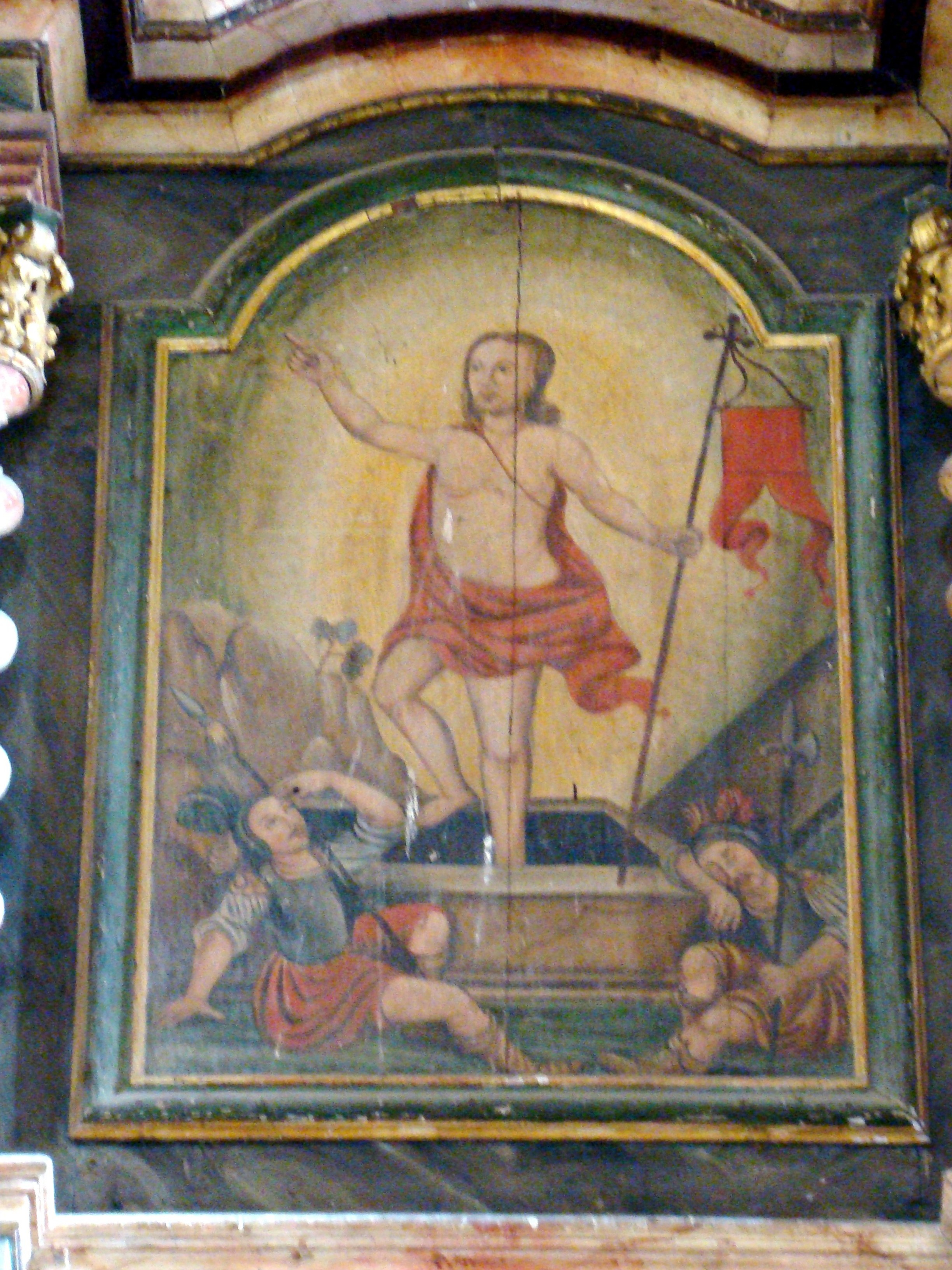
Învierea Domnului

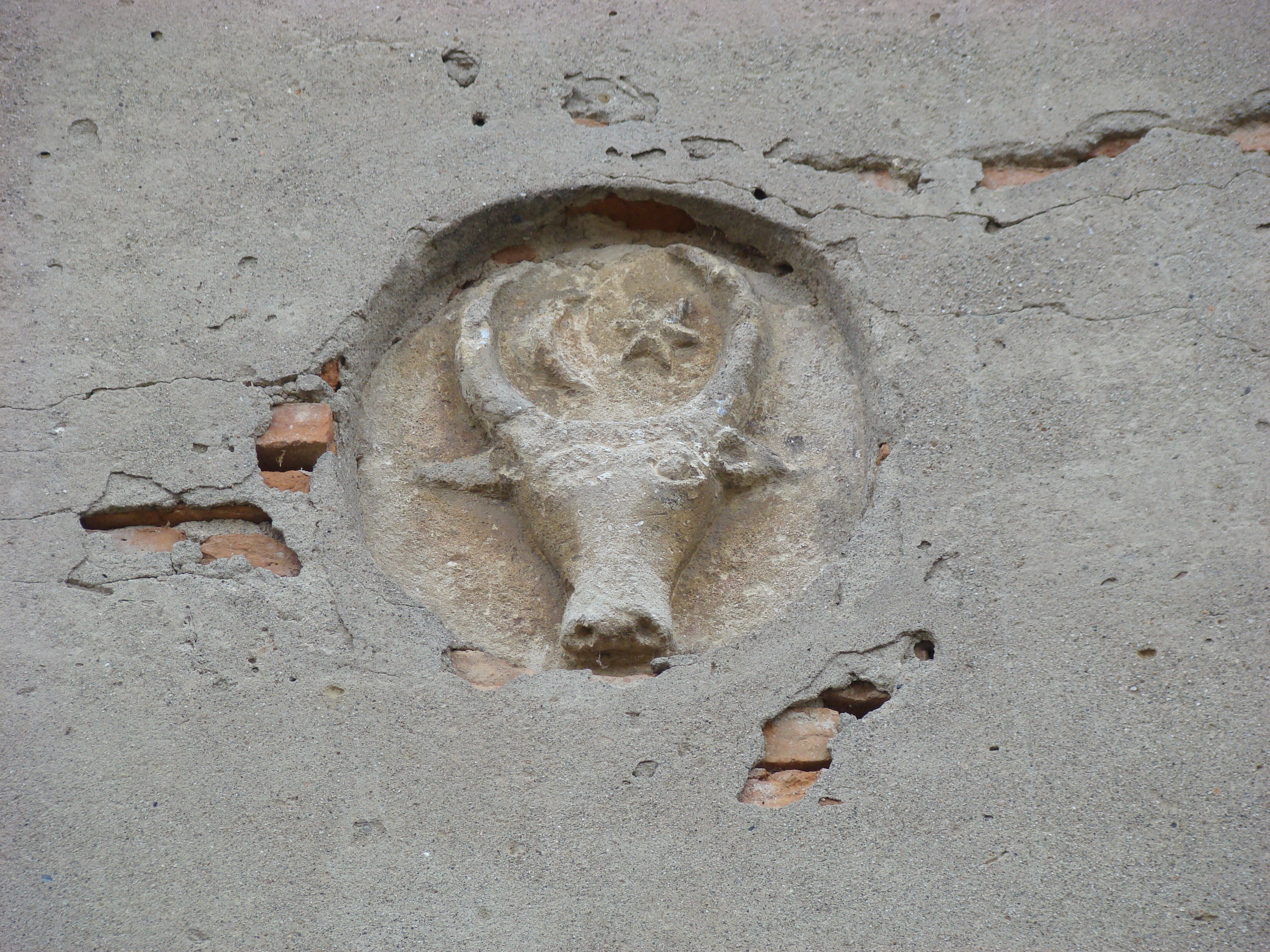
Stema Moldovei, capul de bour cu astrele între coarne, sculptat pe turnul-clopotniță

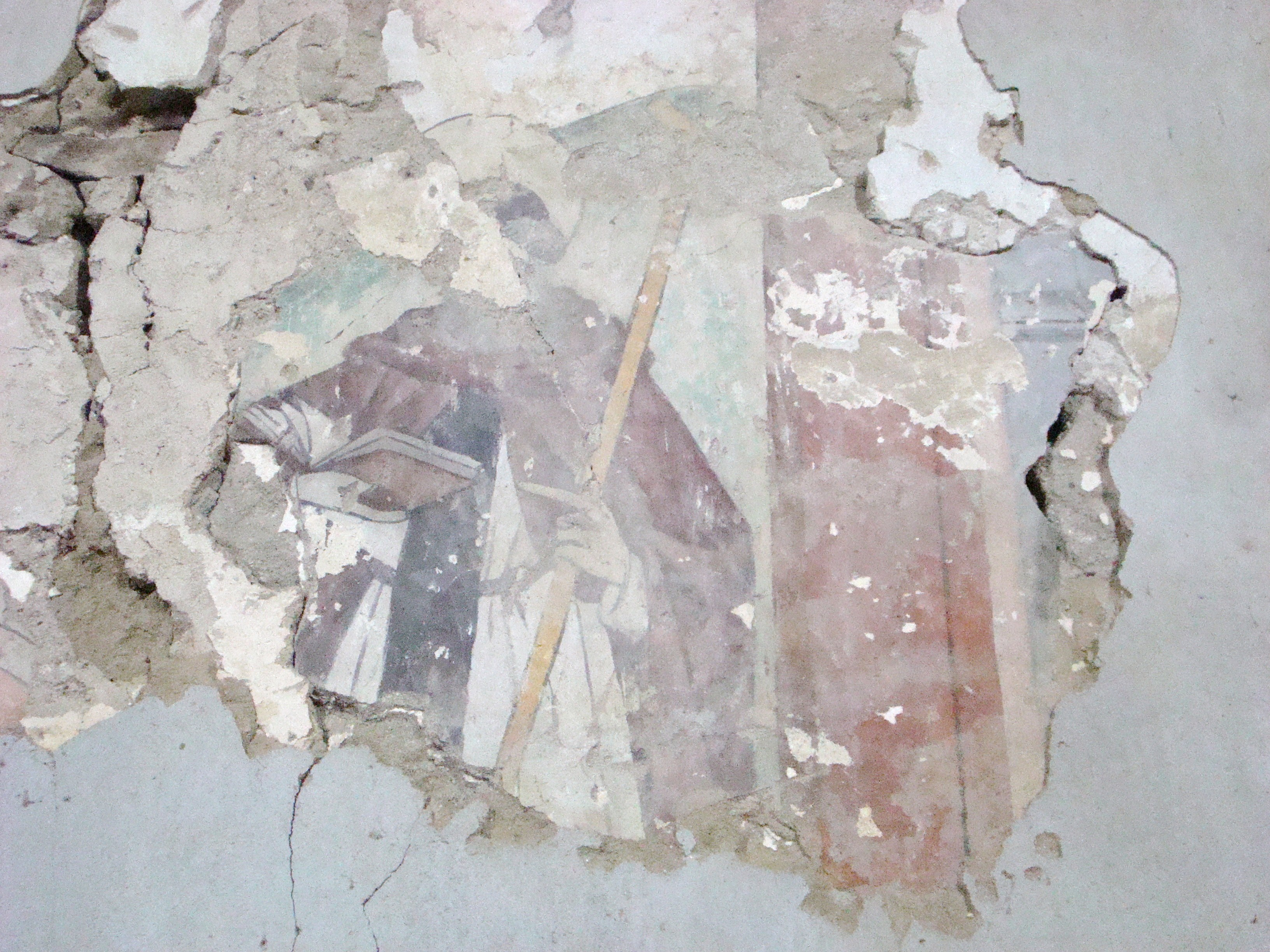
Urme de pictură murală pe peretele de nord al corului

Biserica evanghelică fortificată din Boian, județul Sibiu, a fost construită în secolul XV. Biserica figurează pe lista monumentelor istorice 2010, cod LMI SB-II-a-A-12333, cu următoarele obiective:
- cod LMI SB-II-a-A-12333.01 - Biserica evanghelică fortificată, începutul secolului al XV-lea, 1506, cca. 1518, 1766, 1825;
- cod LMI SB-II-a-A-12333.02 - Incintă fortificată, cu turn de poartă, sfârșitul secolului al XV-lea;

## Localitatea
Boian (mai demult Boianu de Jos, Bazna de Jos) se numea în limba germană, la data atestării sale Bonnesdrof, în ungurește Alsobajom și în latină Villa Boneti. Este un sat în partea de nord-vest a județului Sibiu, în Podișul Târnavelor. Aparține de comuna Bazna.

## Biserica
În anul 1335, parohia Boian aparținea de "Archidiaconatus Cocllorum" ("Kokel" este denumirea germană a râului Târnava). Prima atestare documentară a parohiei Boian datează din anul 1309 în actul "Teodorich de villa Boneti". Satul era o localitate de iobagi în comitatul Cetatea de Baltă. La sfârșitul secolului al XV-lea, regele Matei Corvin a dat feuda Cetatea de Baltă voievodului Ștefan cel Mare. În jurul anului 1400 se construiește prima biserică. O a doua etapă de construcții are loc la începutul secolului al XVI-lea, când este realizată biserica sală cu cor cu închidere dreptunghiulară; zidurile au contraforturi, corul înalt are o boltă pe nervuri în formă de stea. Corul este supraînălțat, formând un fel de turn. Pe contraforturile trase în sus și pe console se sprijină arce în arc de cerc care susțin nivelul fortificat. Guri de tragere și orificii tip mașiculiu formează elemente de fortificație. Portalurile gotice târzii ale sălii au arce în acoladă cu profilatura care se întrepătrunde. Biserica este dominată de acoperișul țuguiat al corului cu un turnuleț de strajă. O incintă fortificată, bine păstrată, de 6 m înălțime, cu un contur poligonal și contraforturi exterioare, înconjoară biserica. În N se află un turn cu drum de strajă din lemn și acoperiș piramidal, care este amplasat în fața zidului. Pe acest  turn și pe biserică se poate observa stema Moldovei, un cap de bour cu stea, lună și soare. Un tubernacol în formă de căsuță și fragmente de pictură murală de la începutul secolului al XVI-lea se află pe peretele de N al corului. Altarul tipic cu panouri în relief plat de la sfârșitul secolului al XIV-lea se păstrează la Muzeul Brukenthal. Astăzi, în cor se află un altar baroc din 1772, realizat de Stephan Adolf Valepagi din Mediaș. Stranele, amvonul și baldachinul amvoului sunt, de asemenea, de factură baroc. În turnul clopotniță sunt trei clopote. Clopotul cel mare datează din anul 1477 și este inscripționat astfel: "O REX GLORIAE VENI CUM PACEM"; clopotul cel mic, din 1644, poartă inscripția: "VERBUM DOMINI MANET IN ETERNUM". În perioada 1968-1969, prin Servicul tehnic al Consistorului Superior, sunt realizate lucrări de restaurare la  biserică și cetate. Este reconstruit acoperișul corului.

## Imagini din exterior

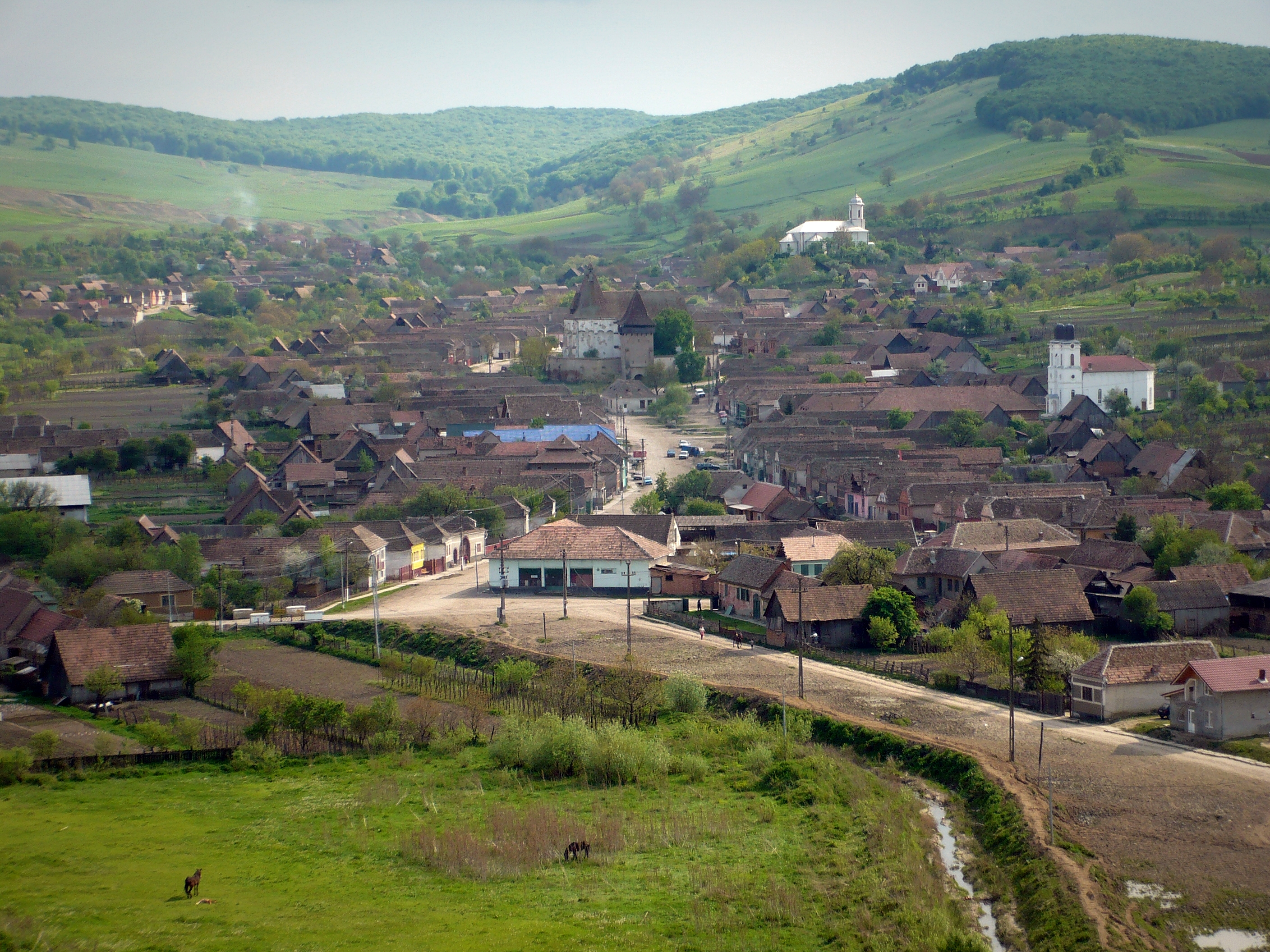
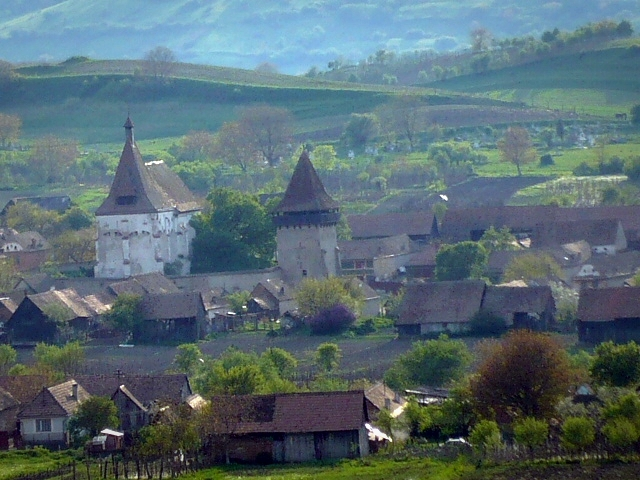
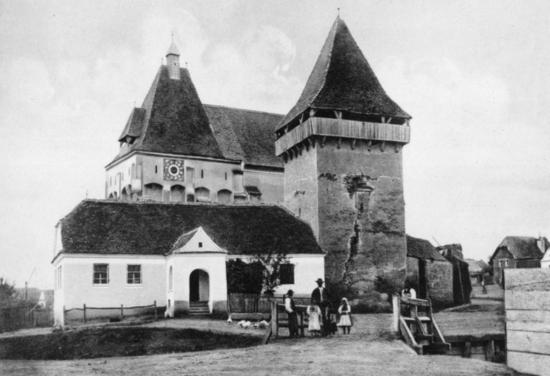
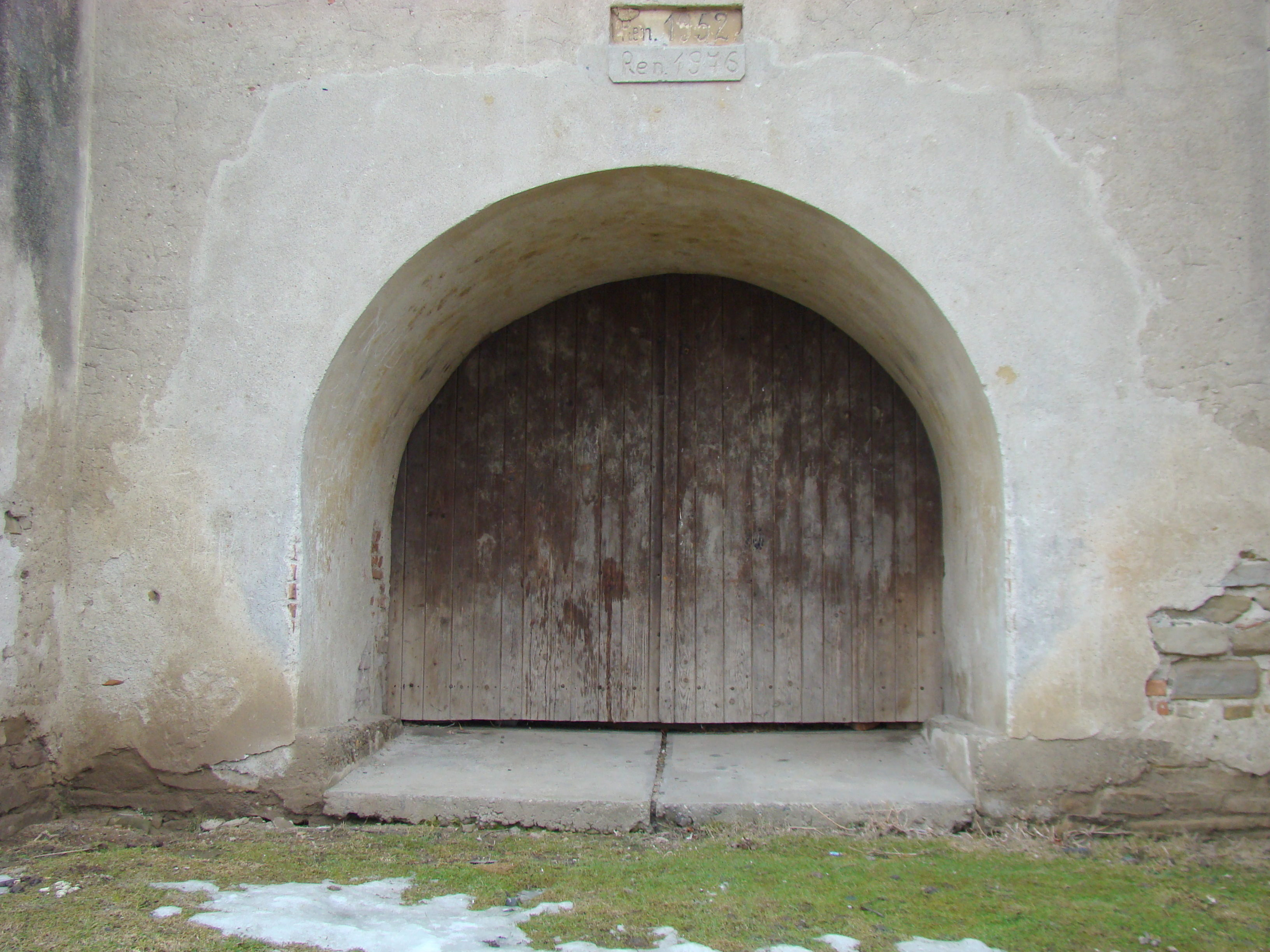
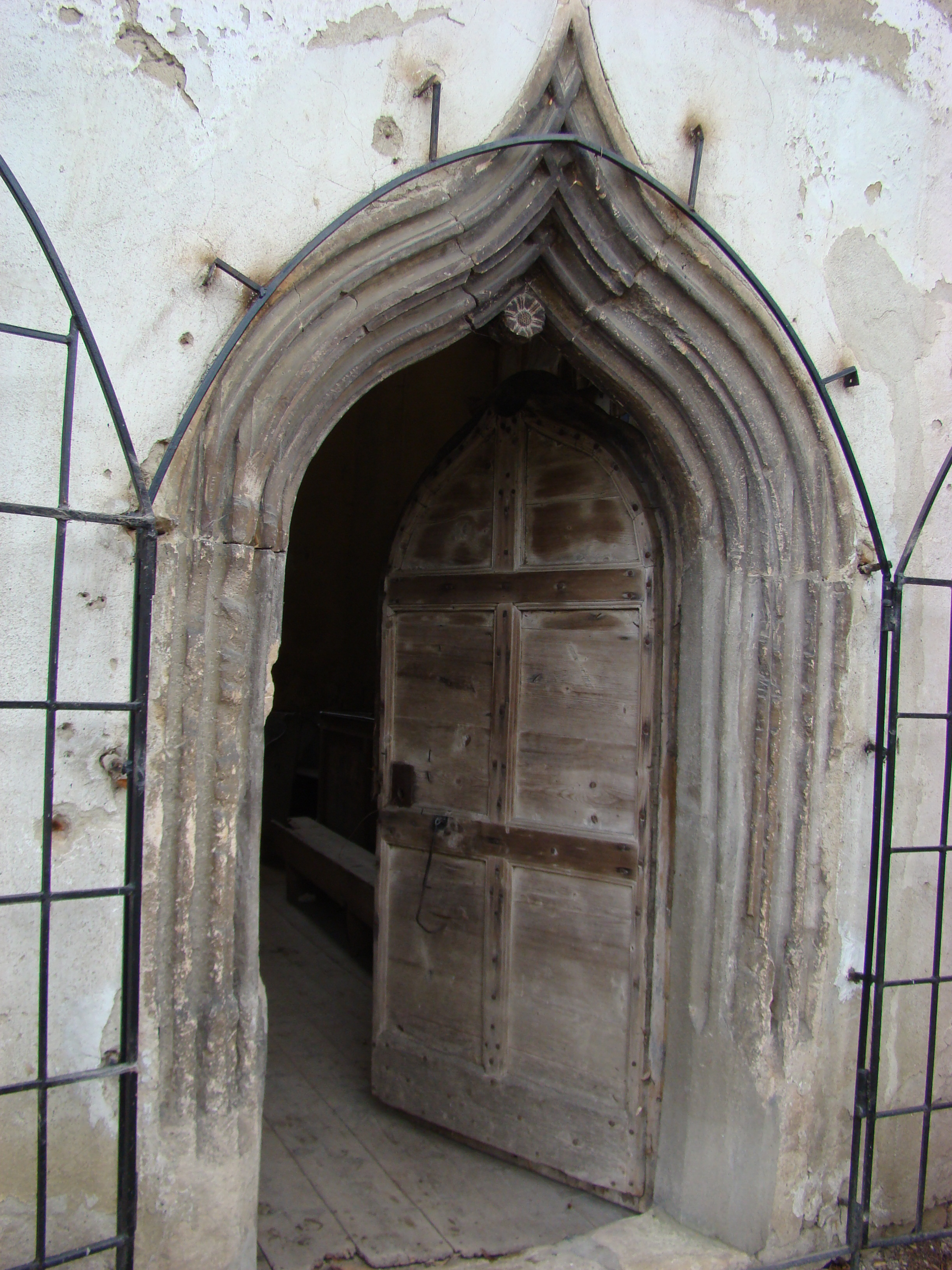
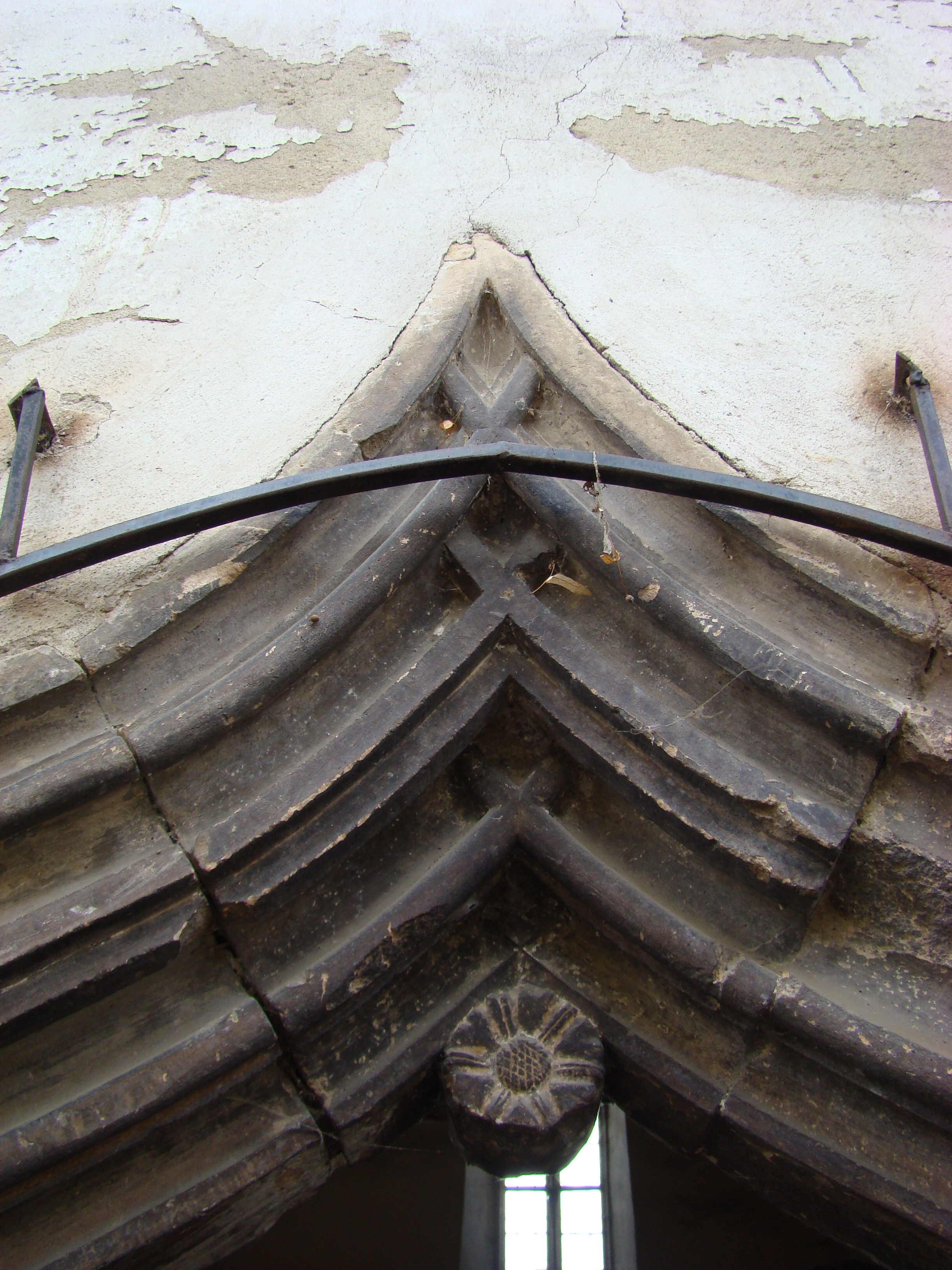
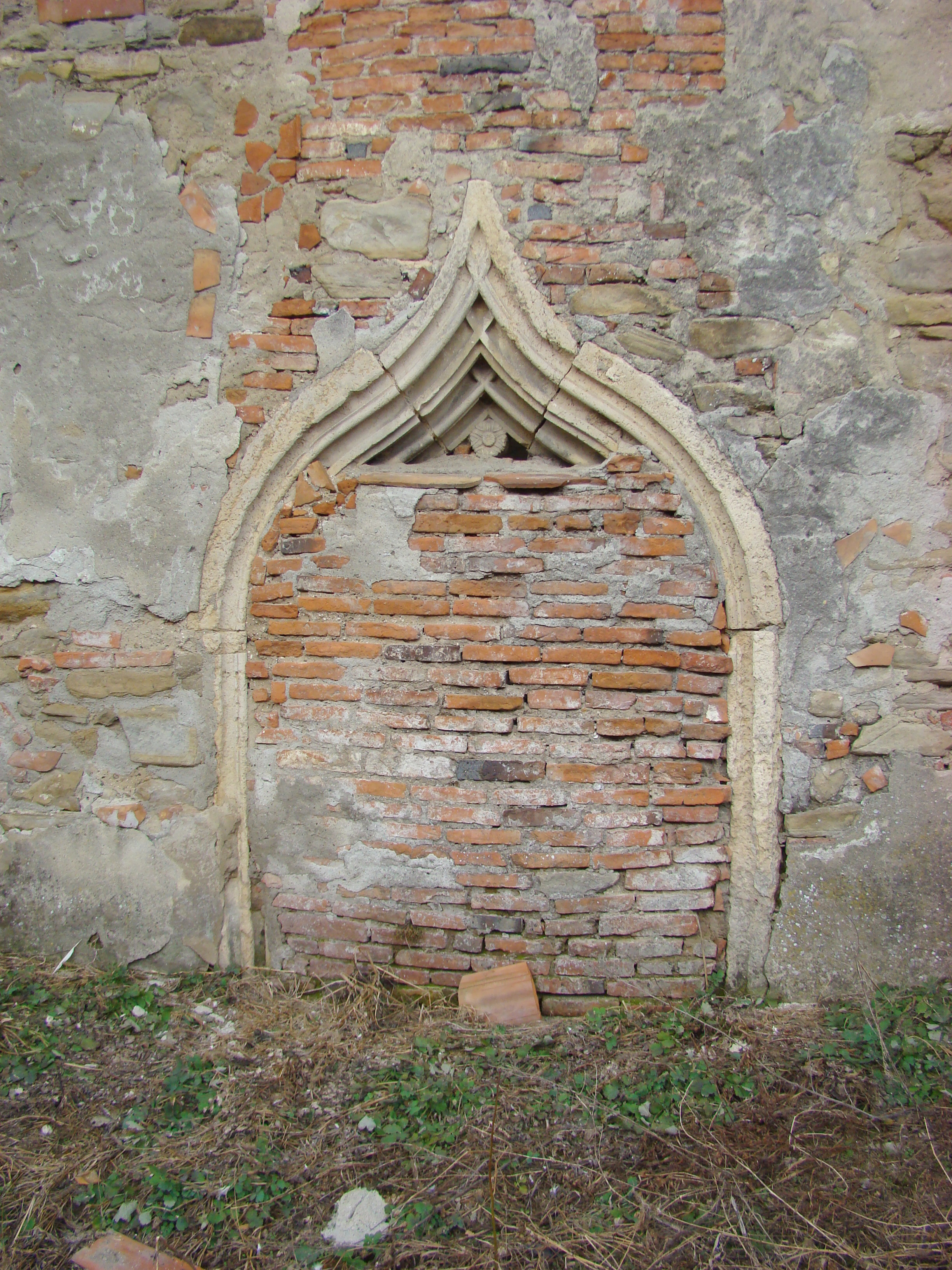
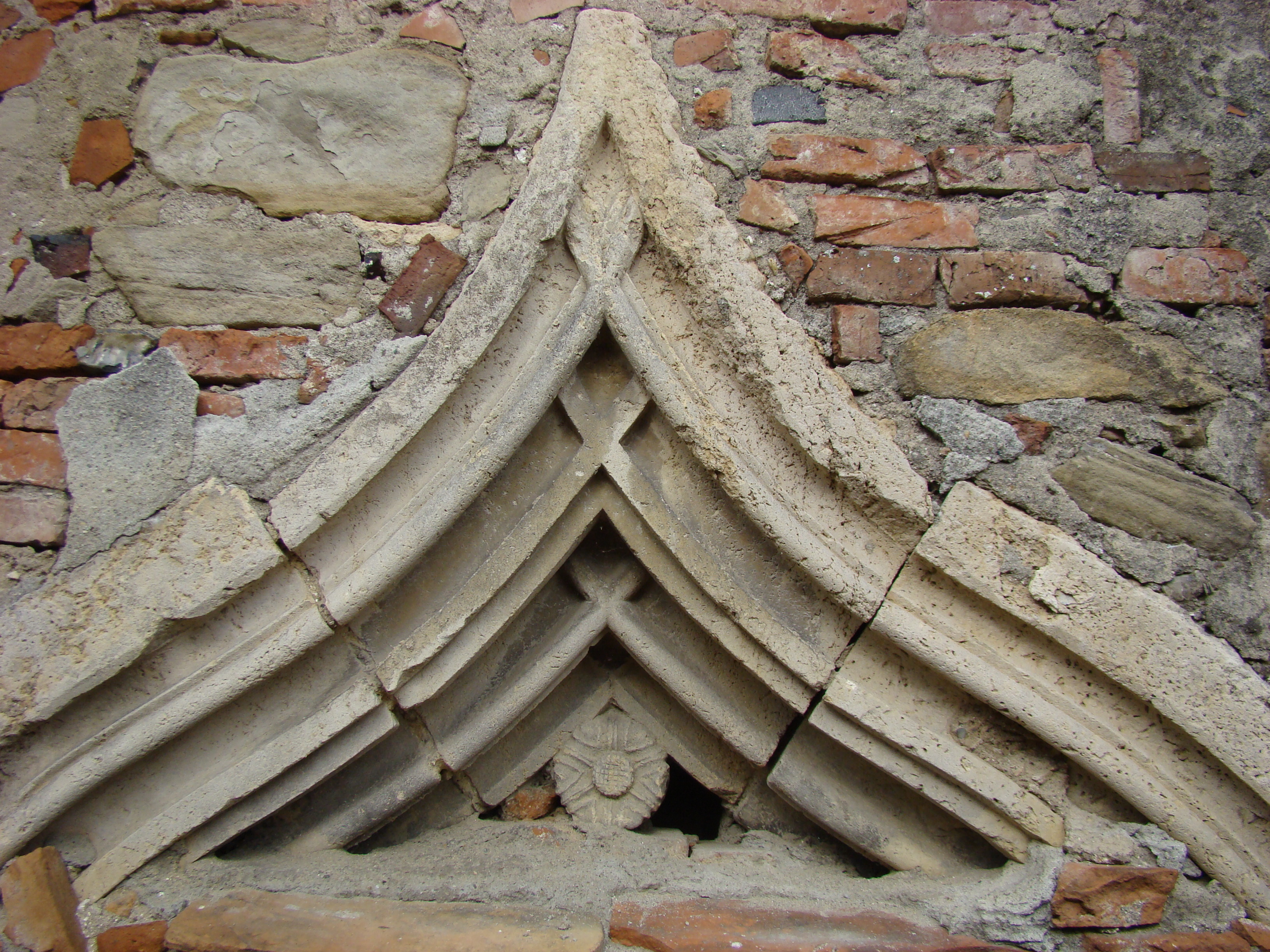
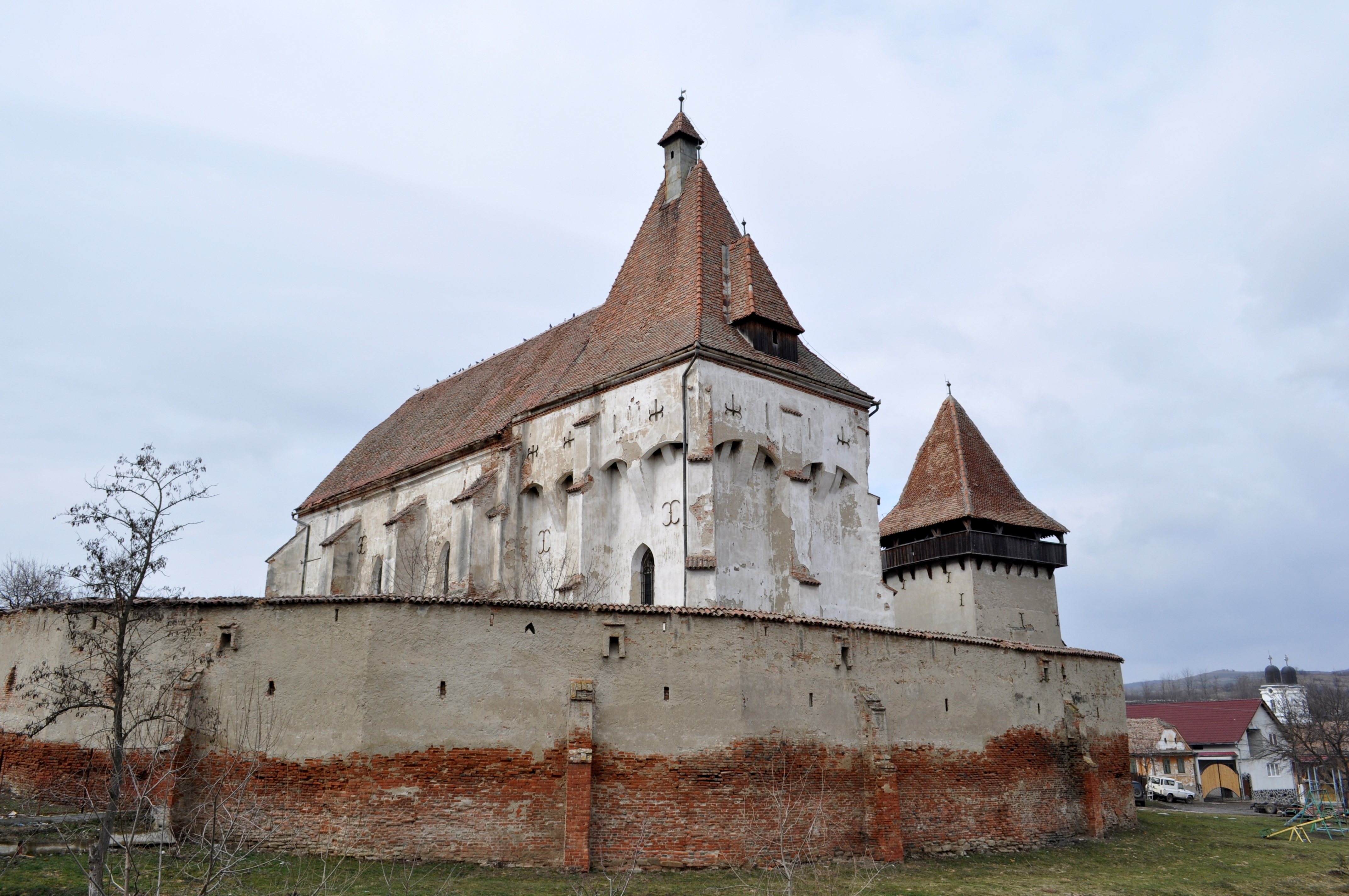
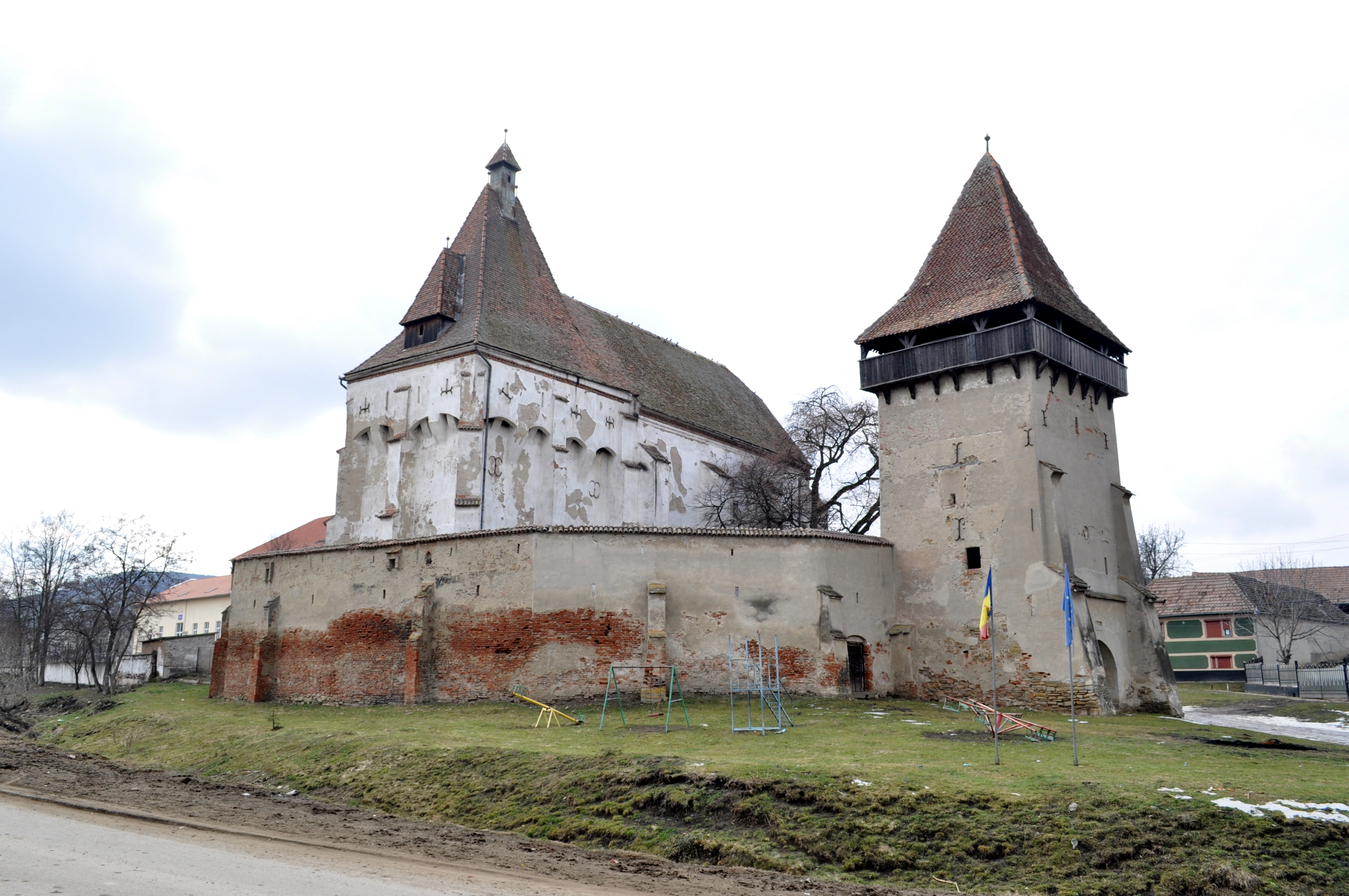
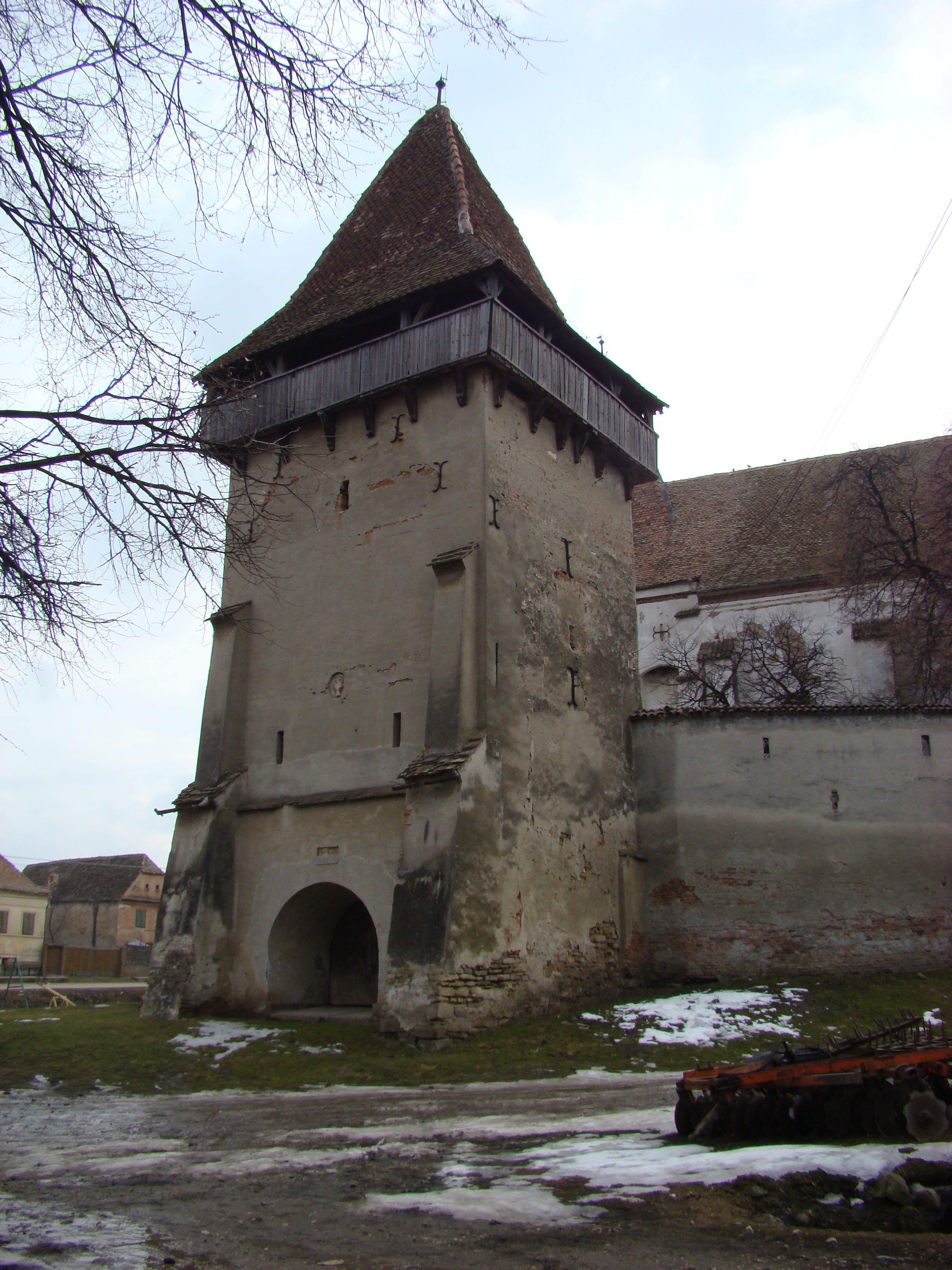
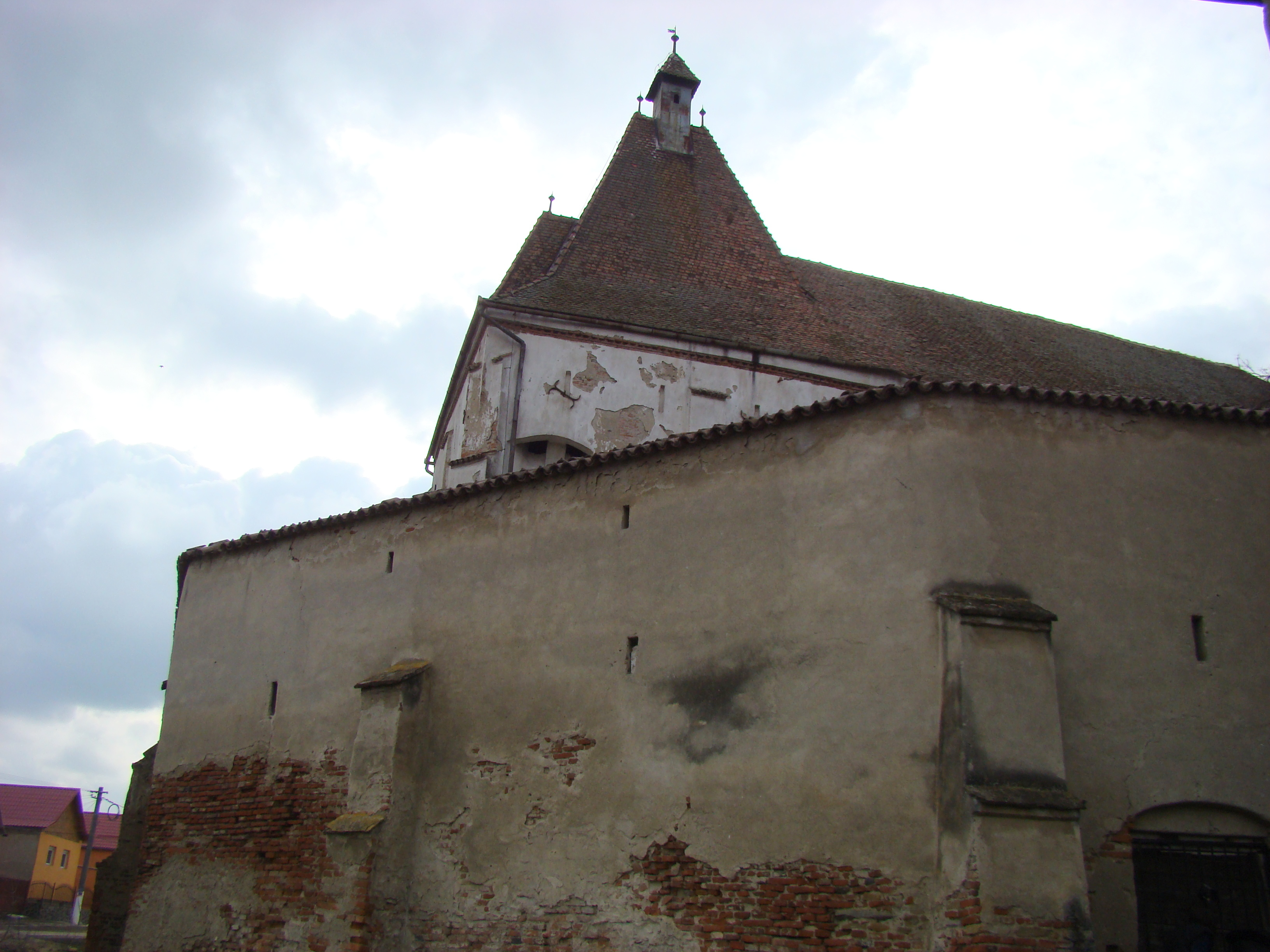
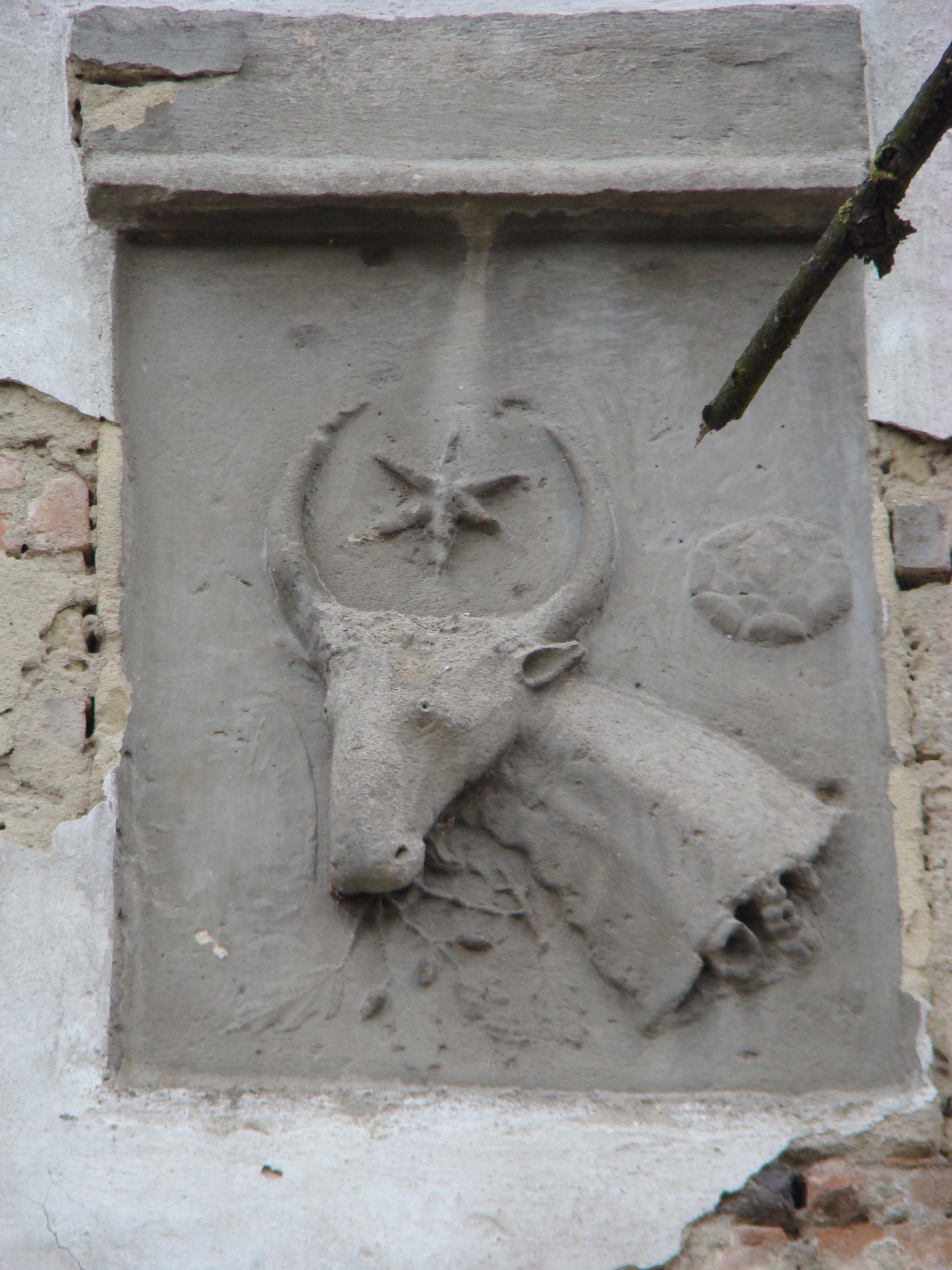
Stema Moldovei pe zidul nordic al bisericii; capul de bour reprezentat în semiprofil, cu o stea între coarne și o roză alăturată
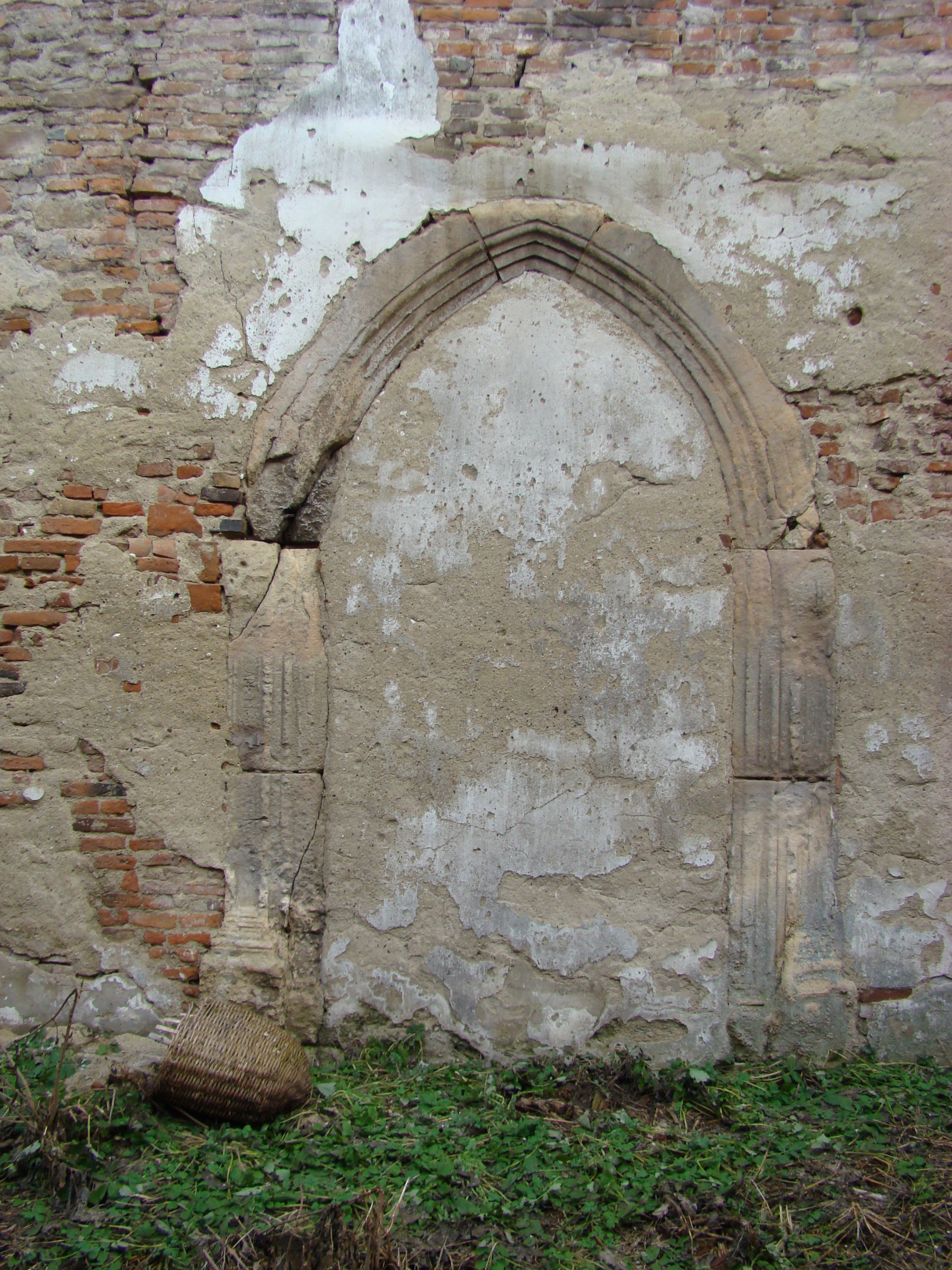
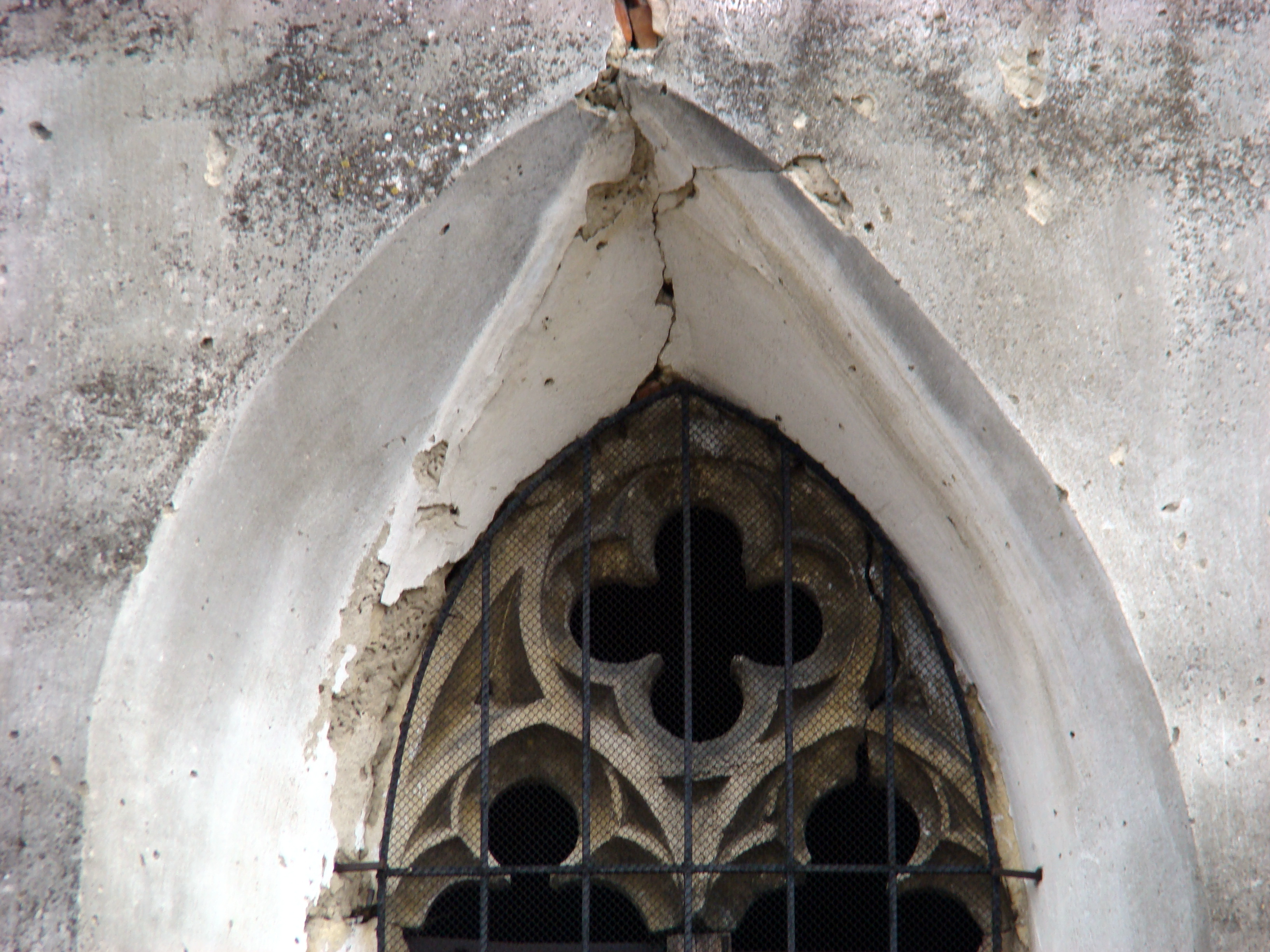
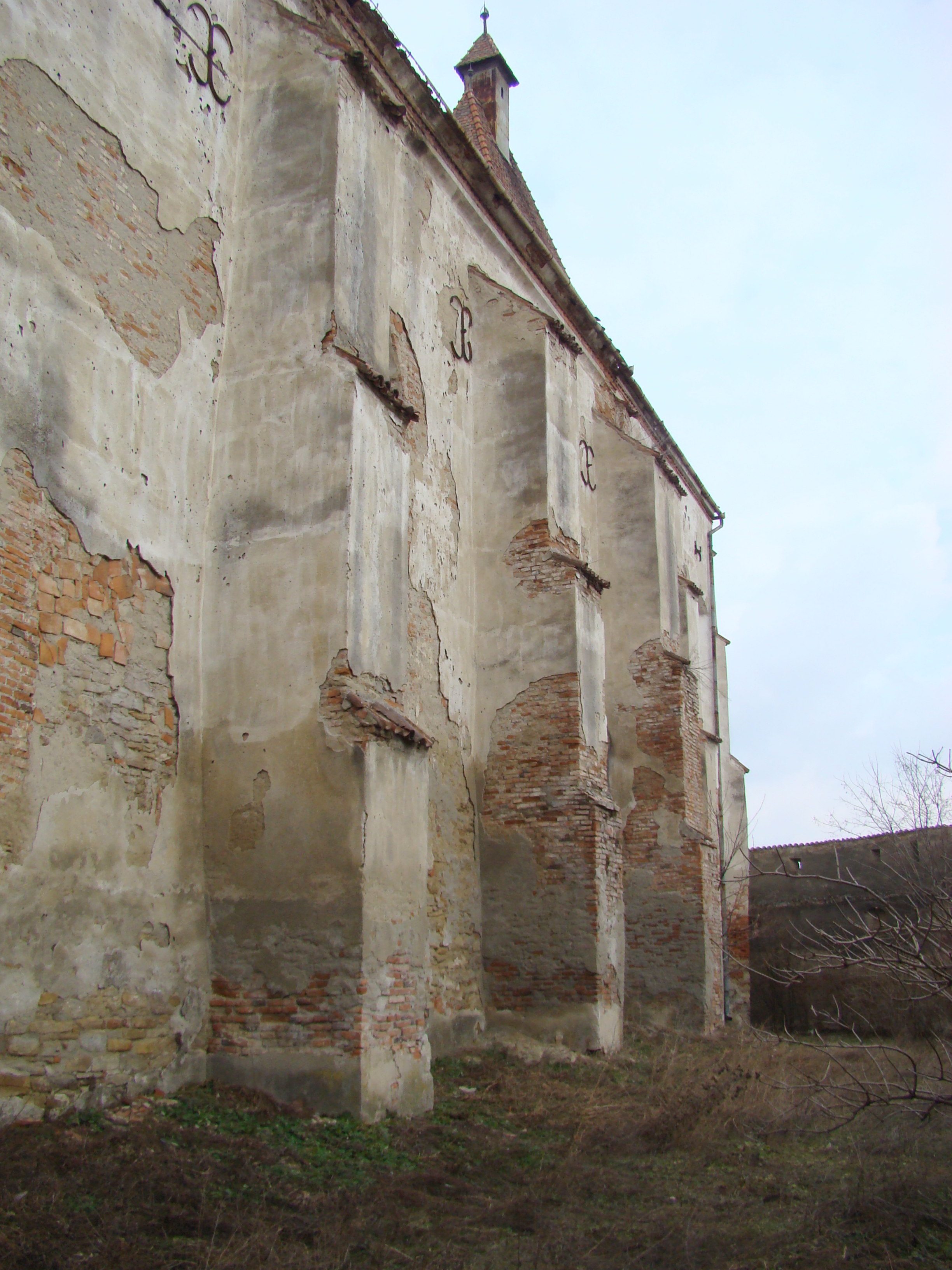
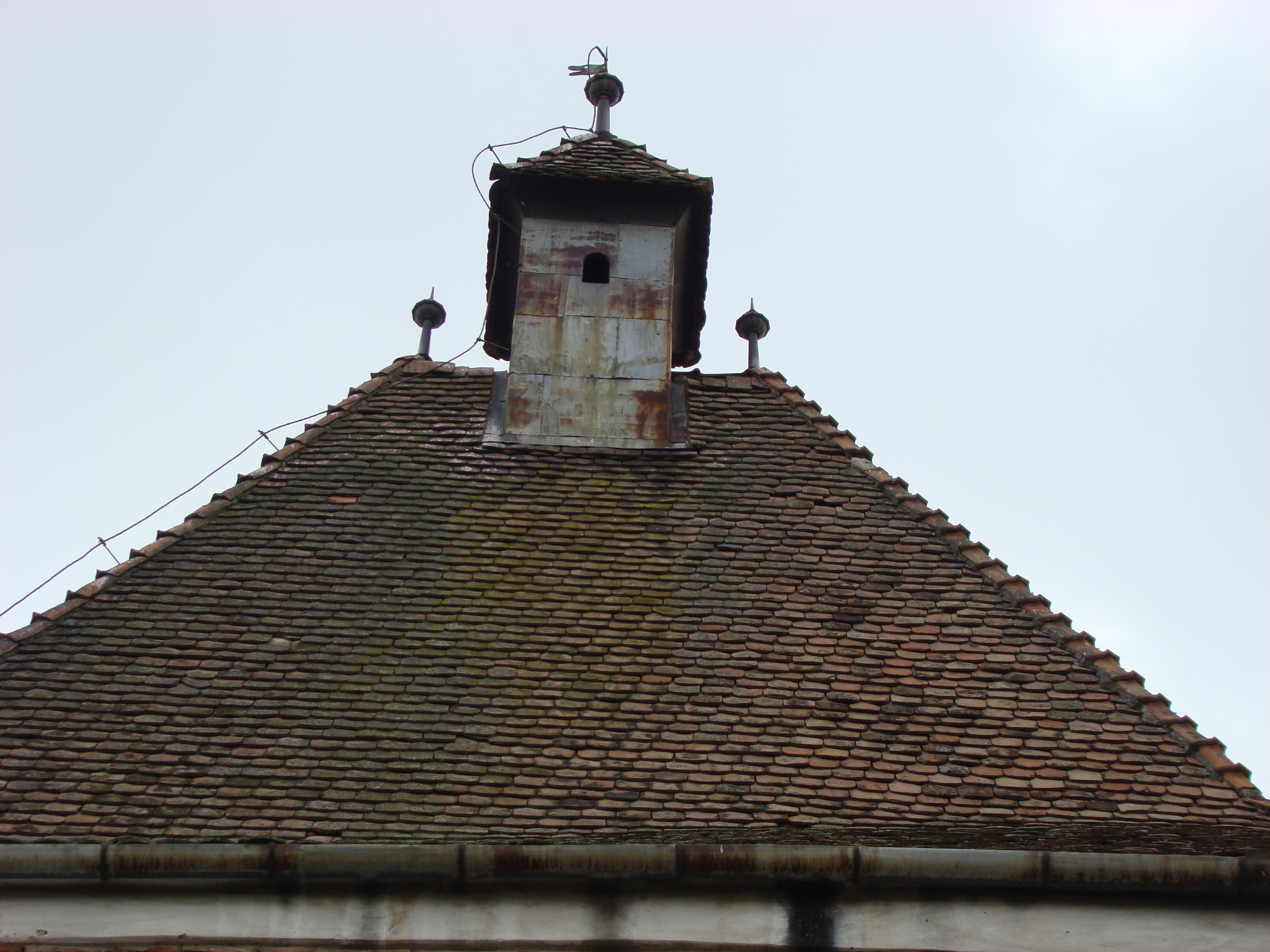
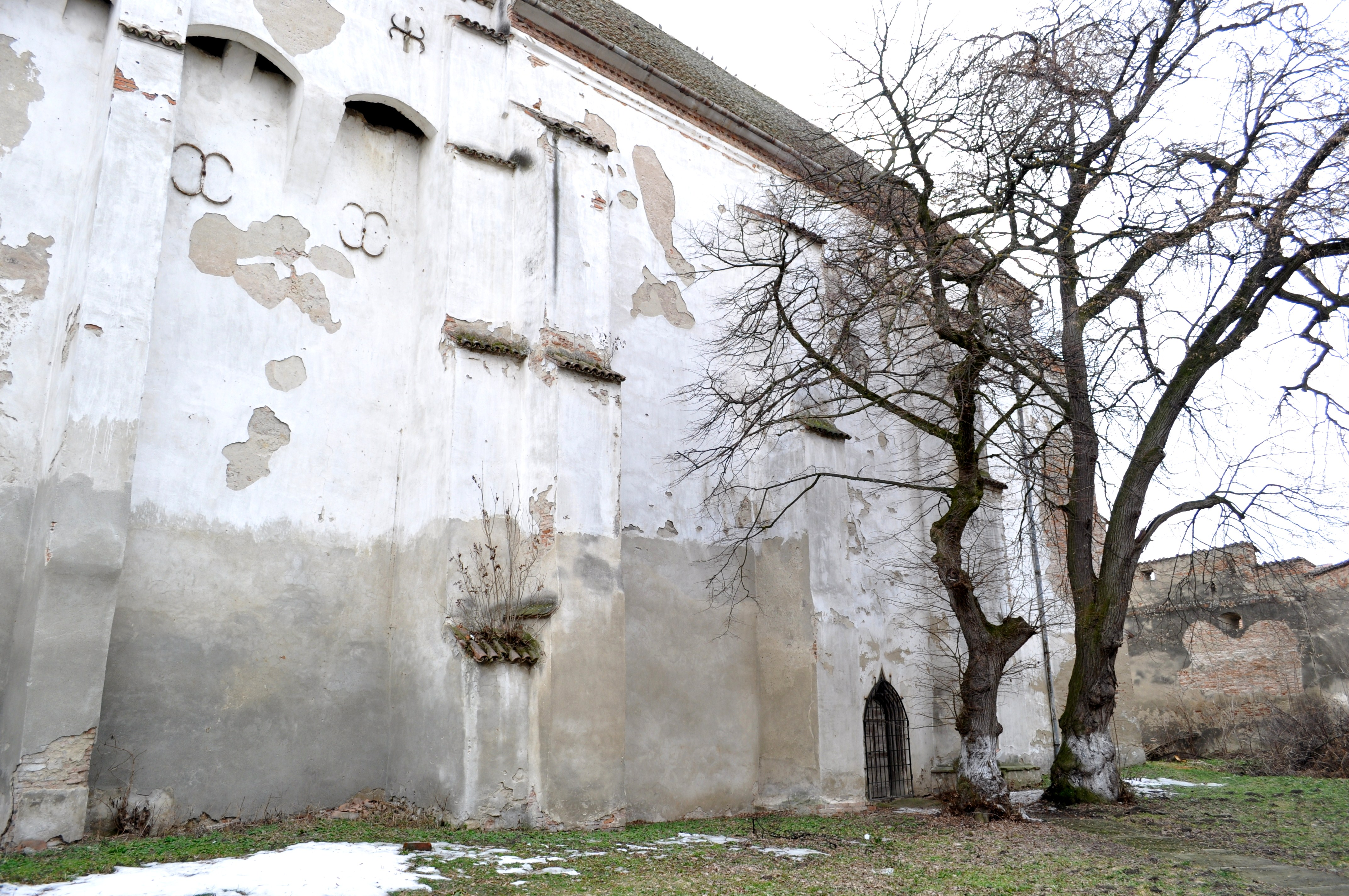
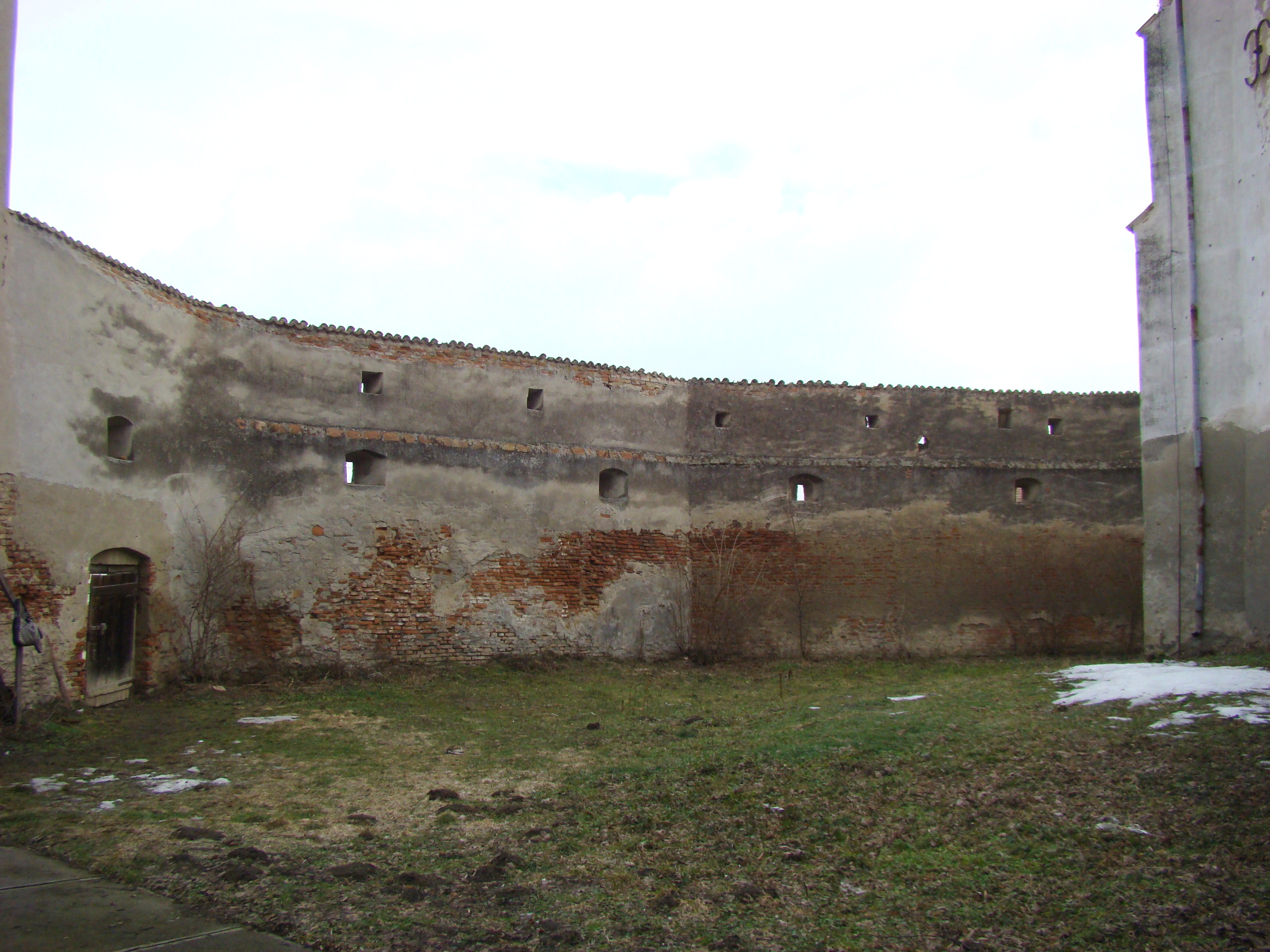
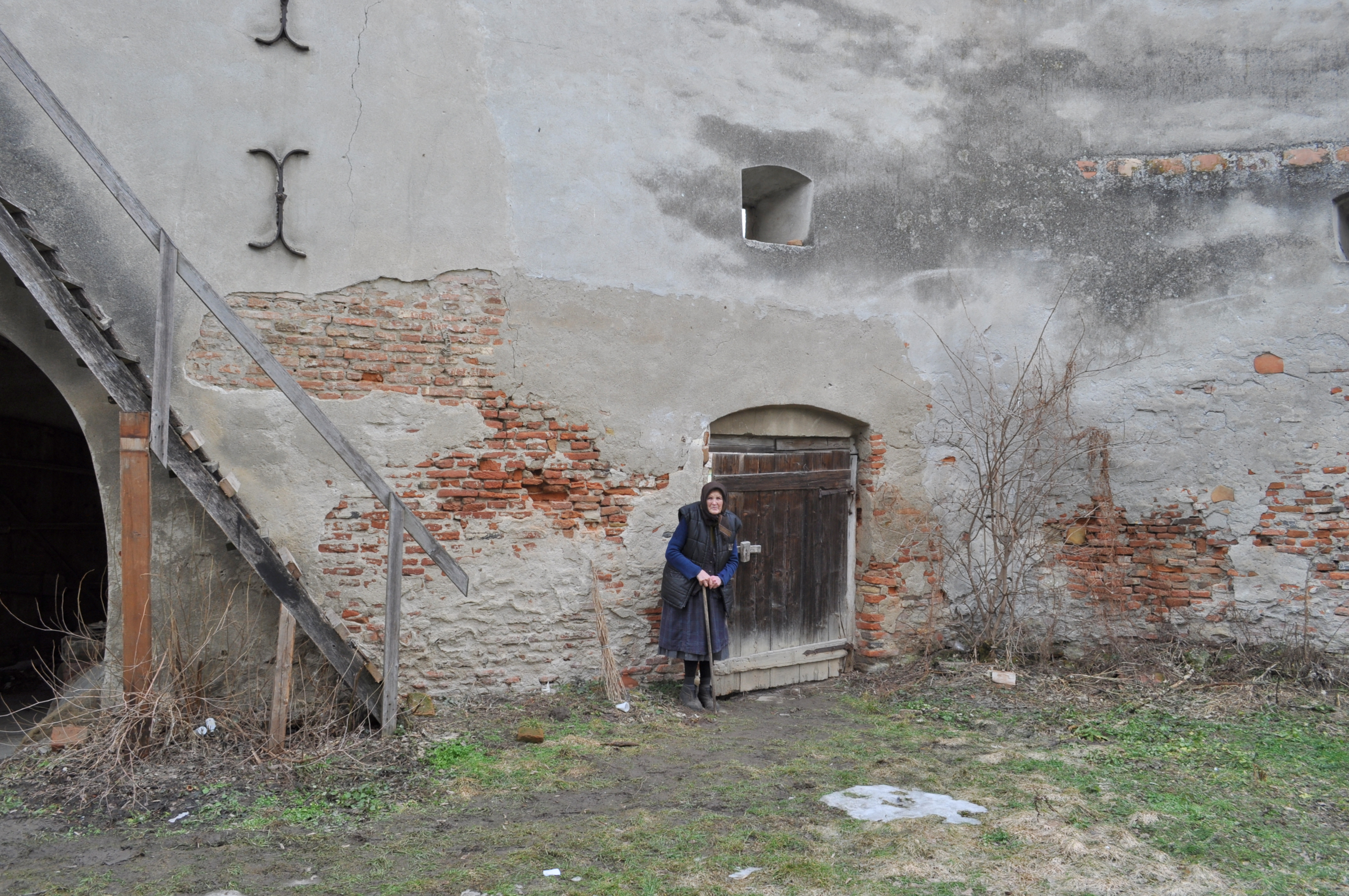
Regina Weber, ultima săsoaică rămasă în Boian

## Imagini din interior

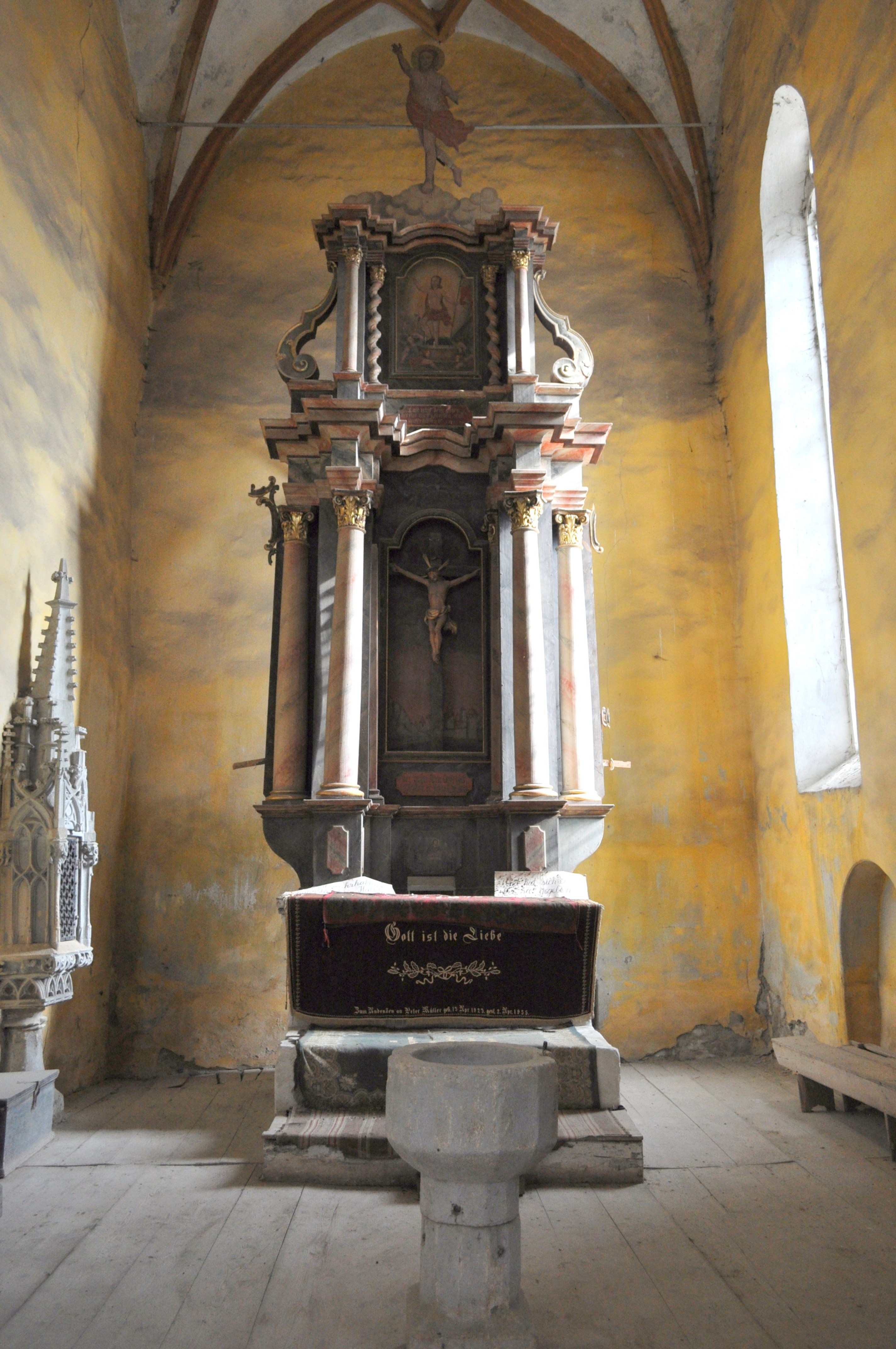
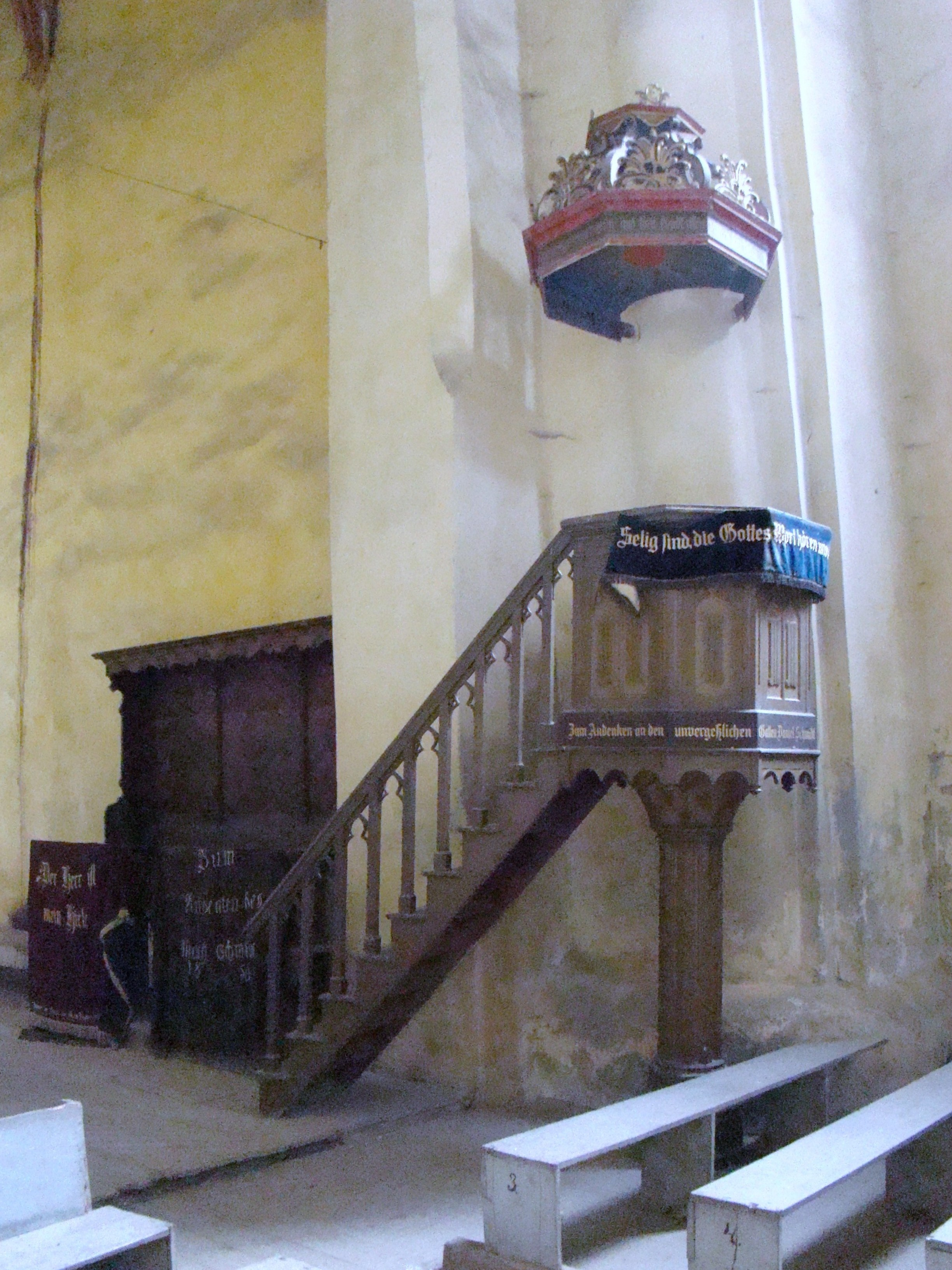
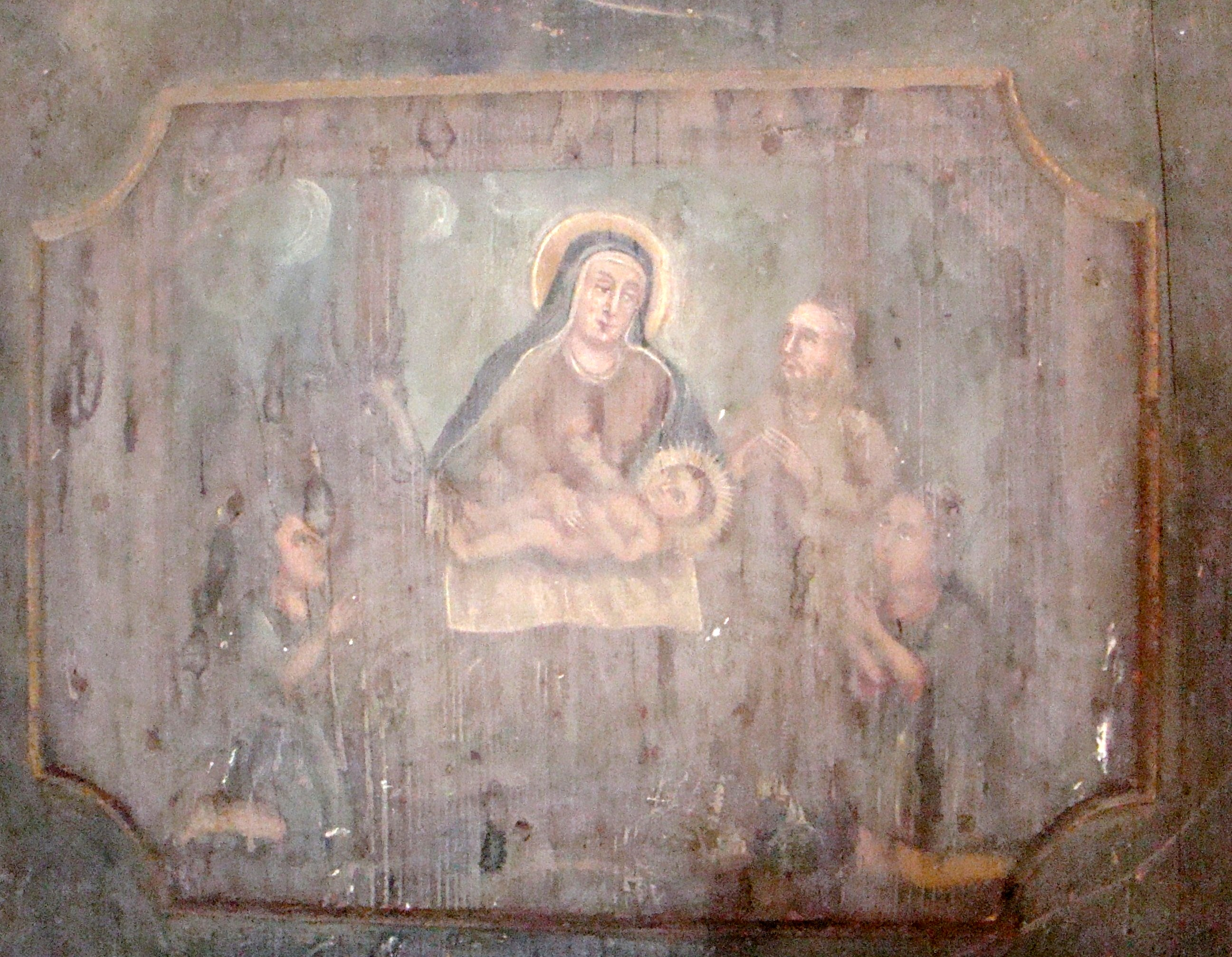
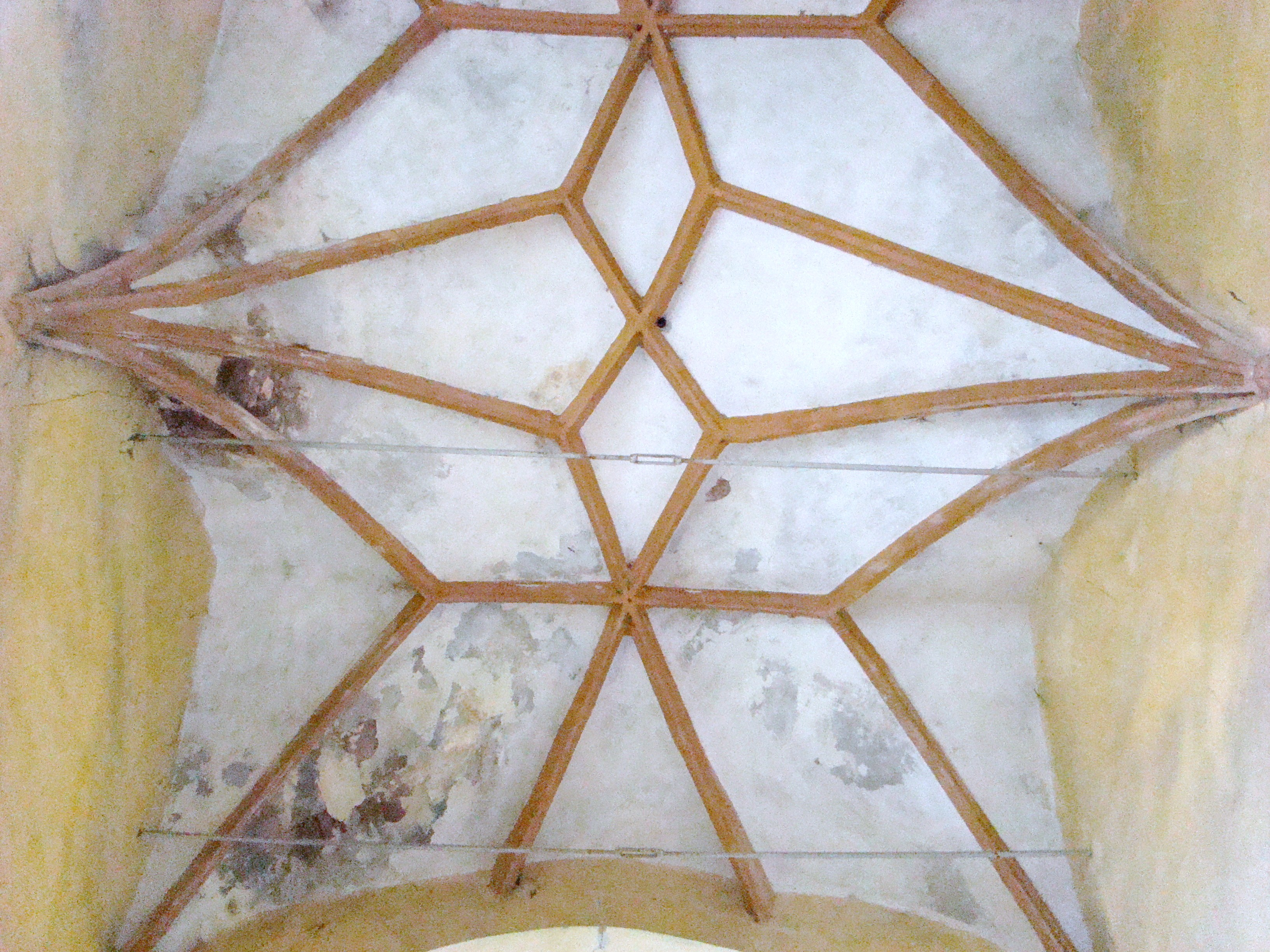
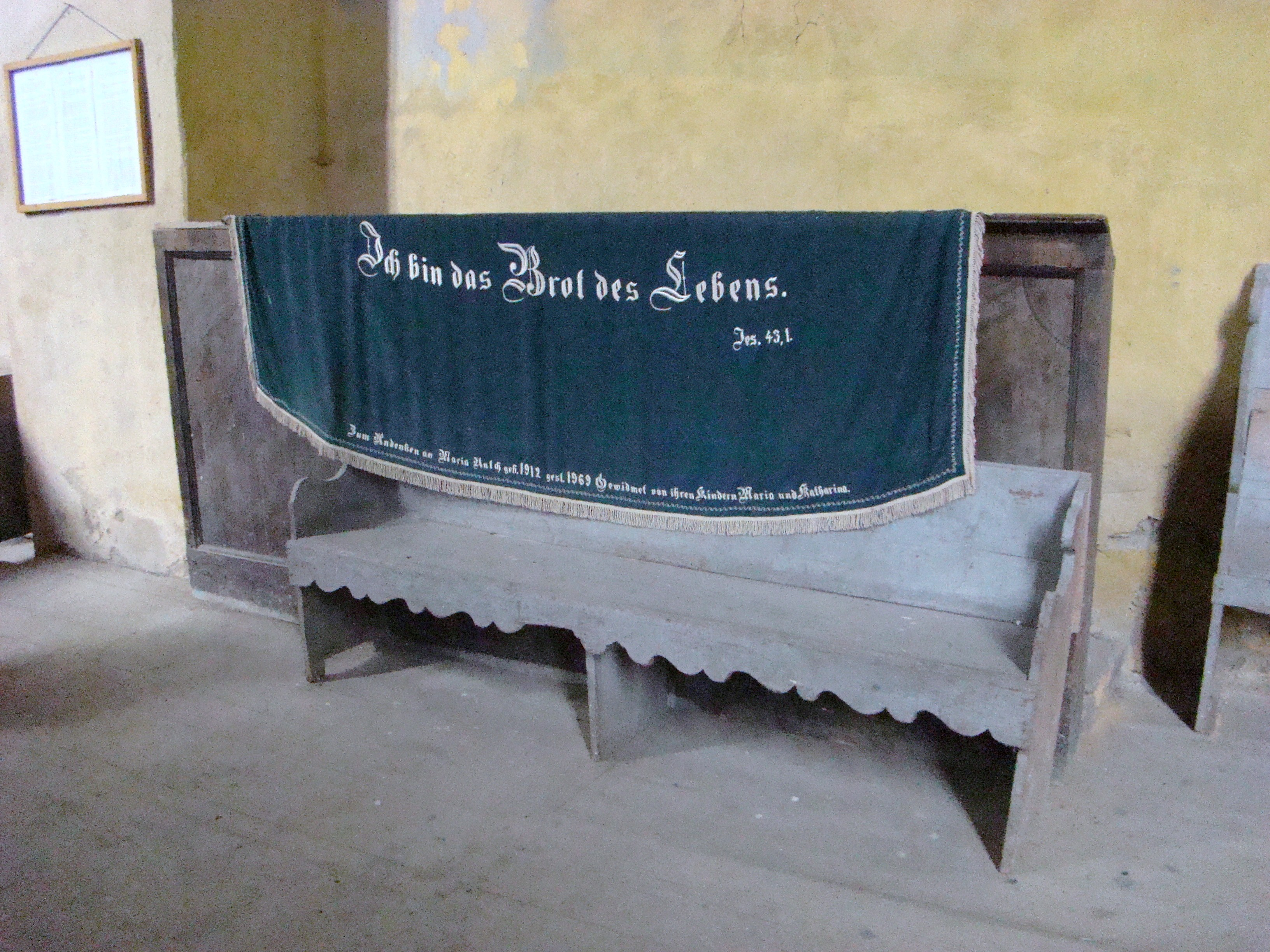
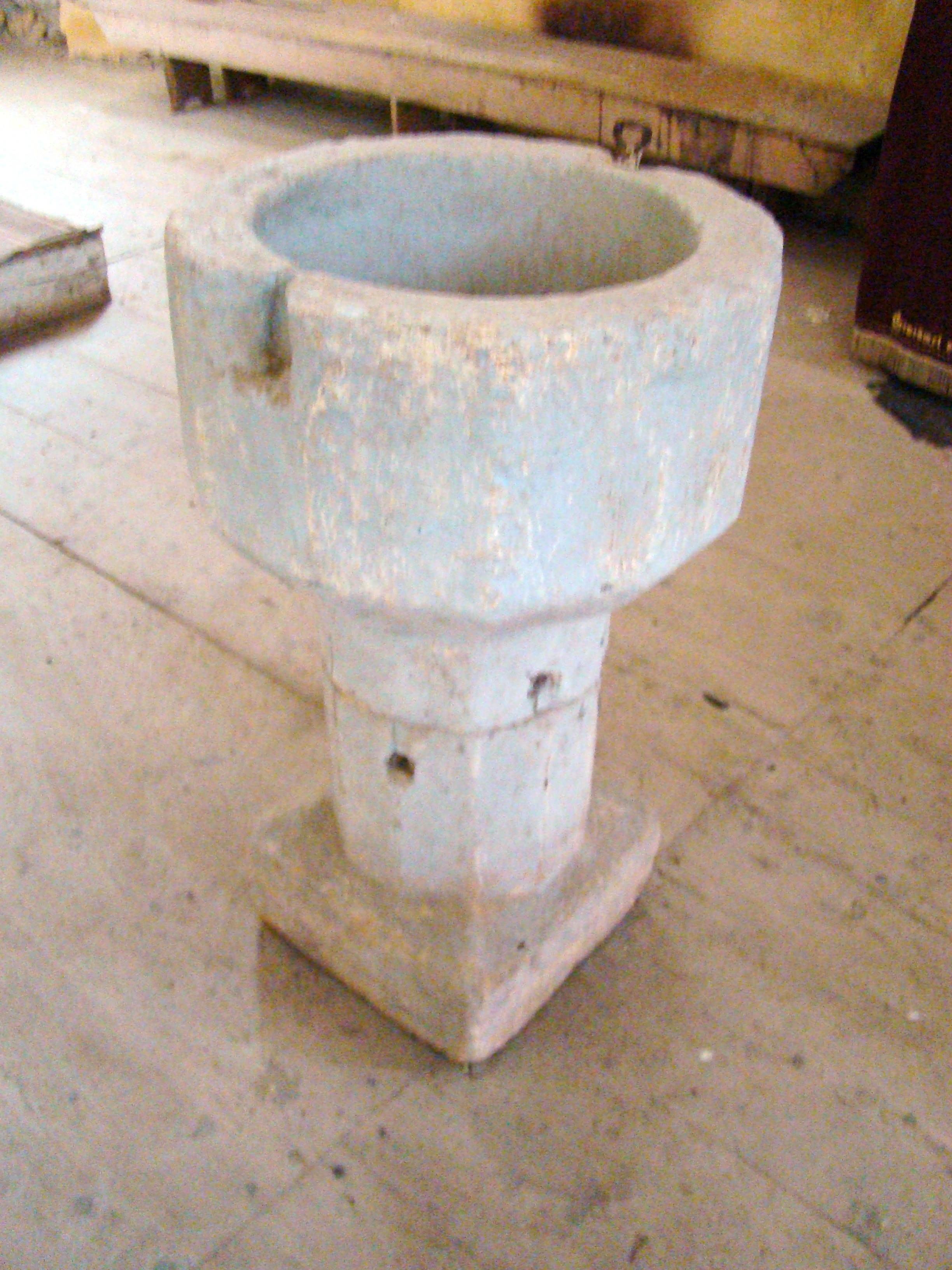
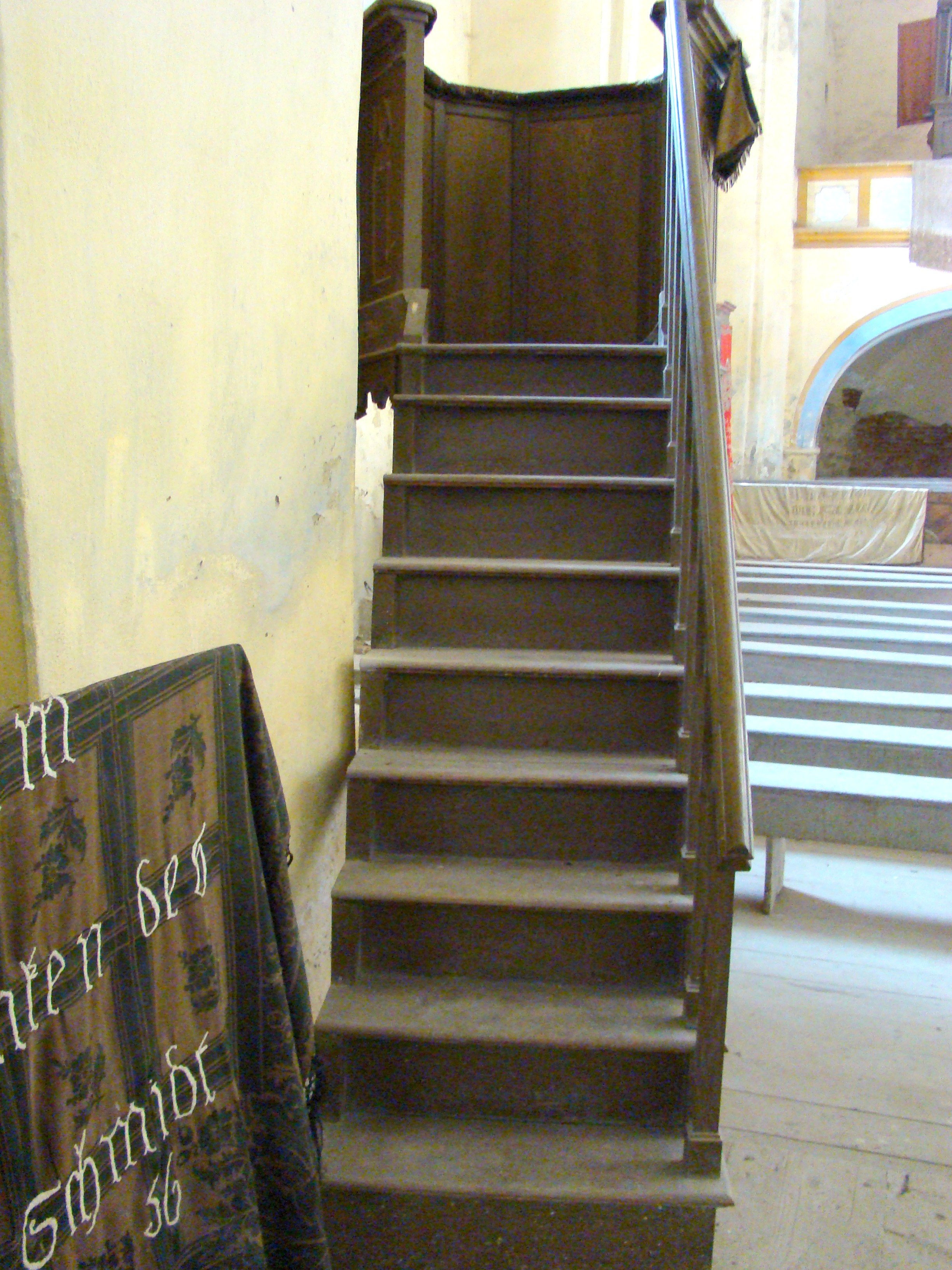
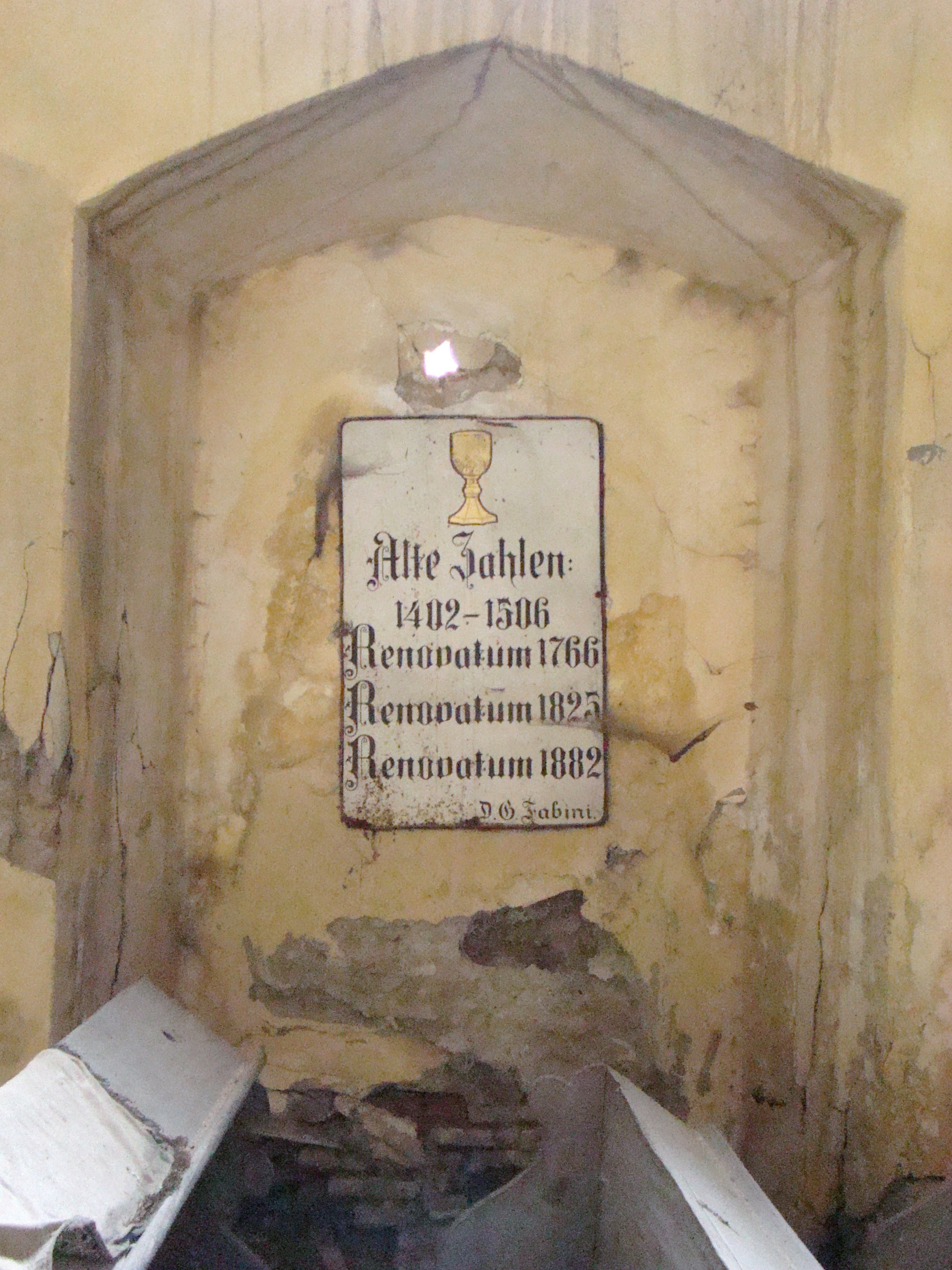
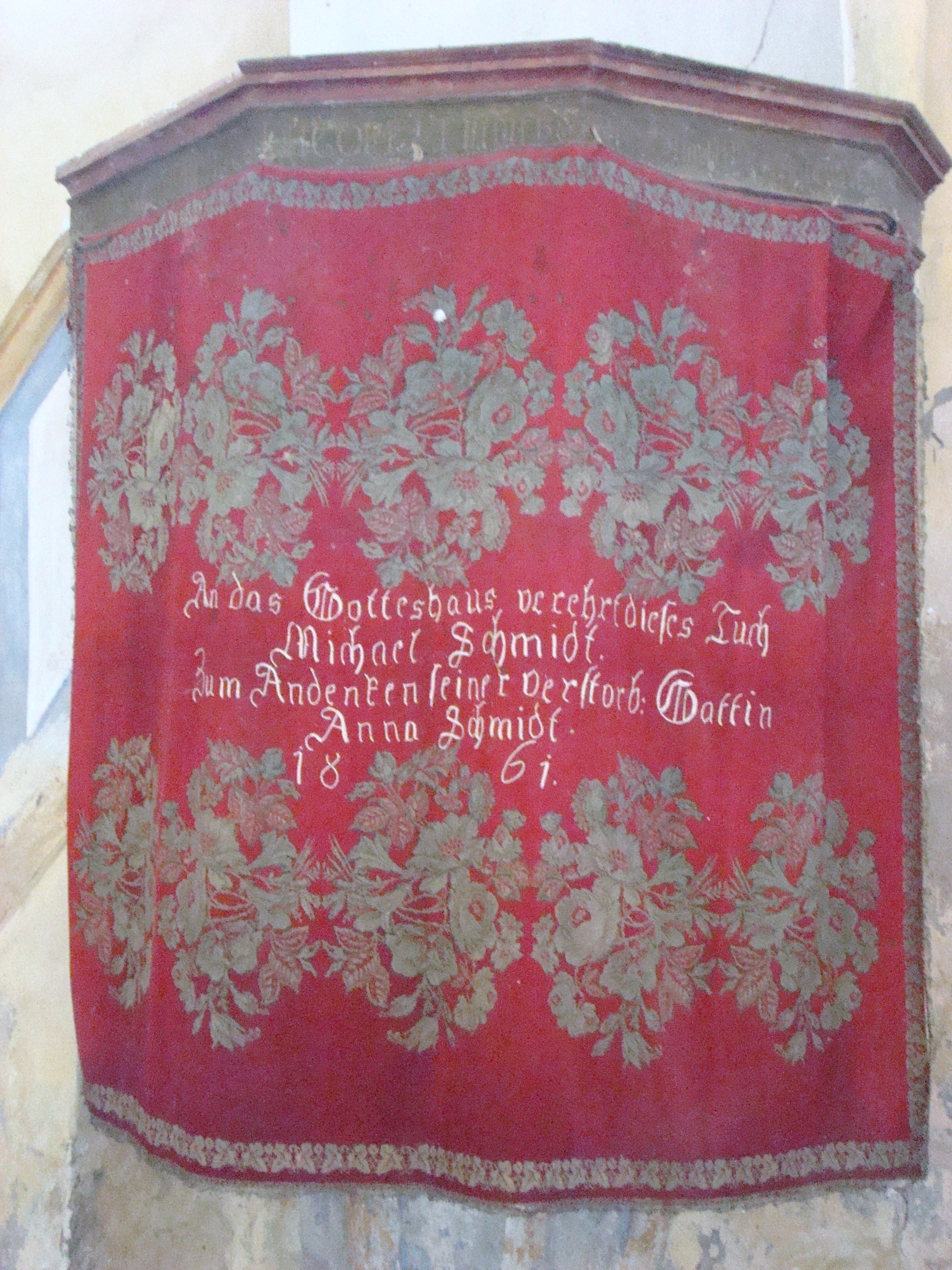
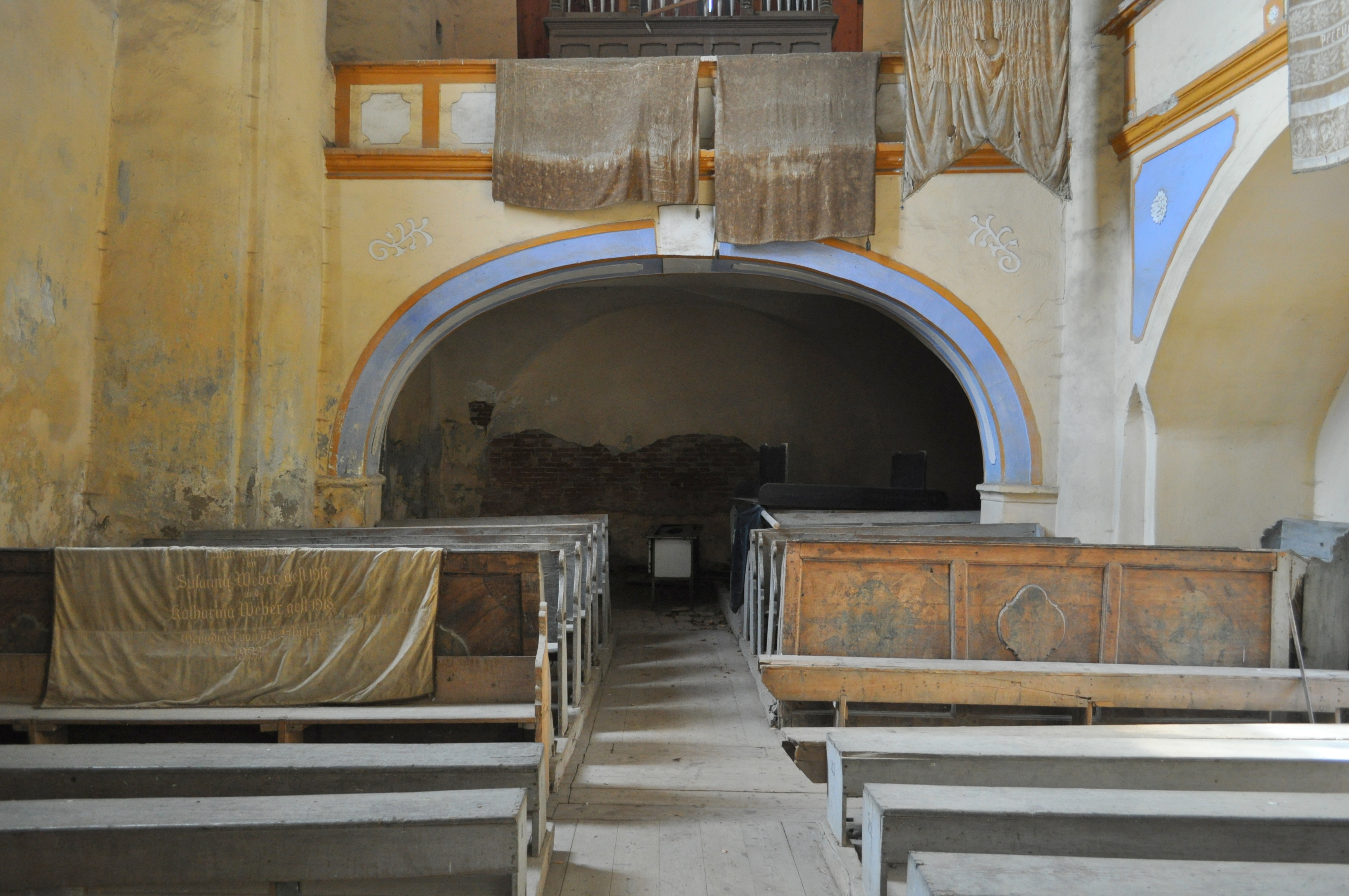
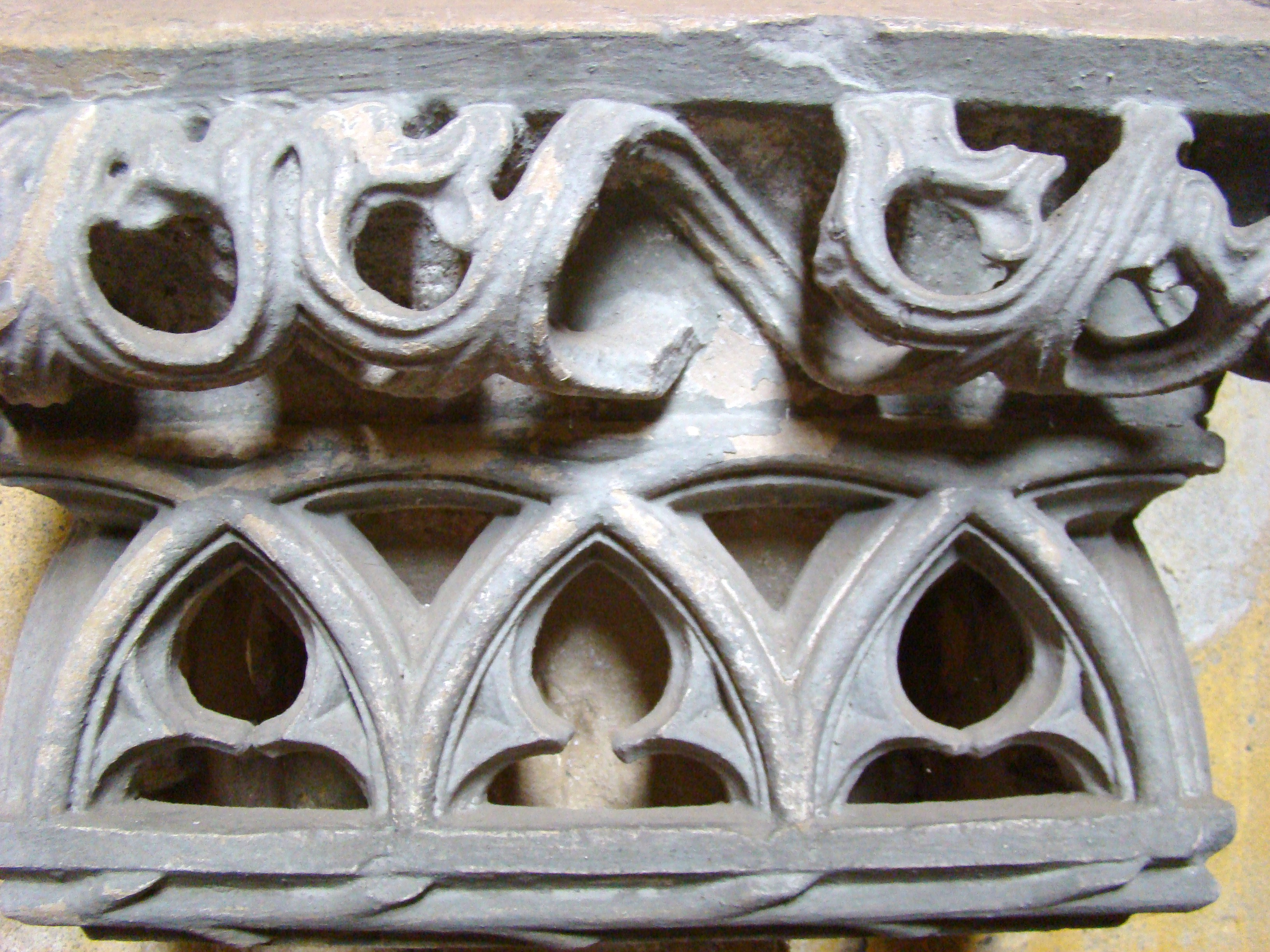
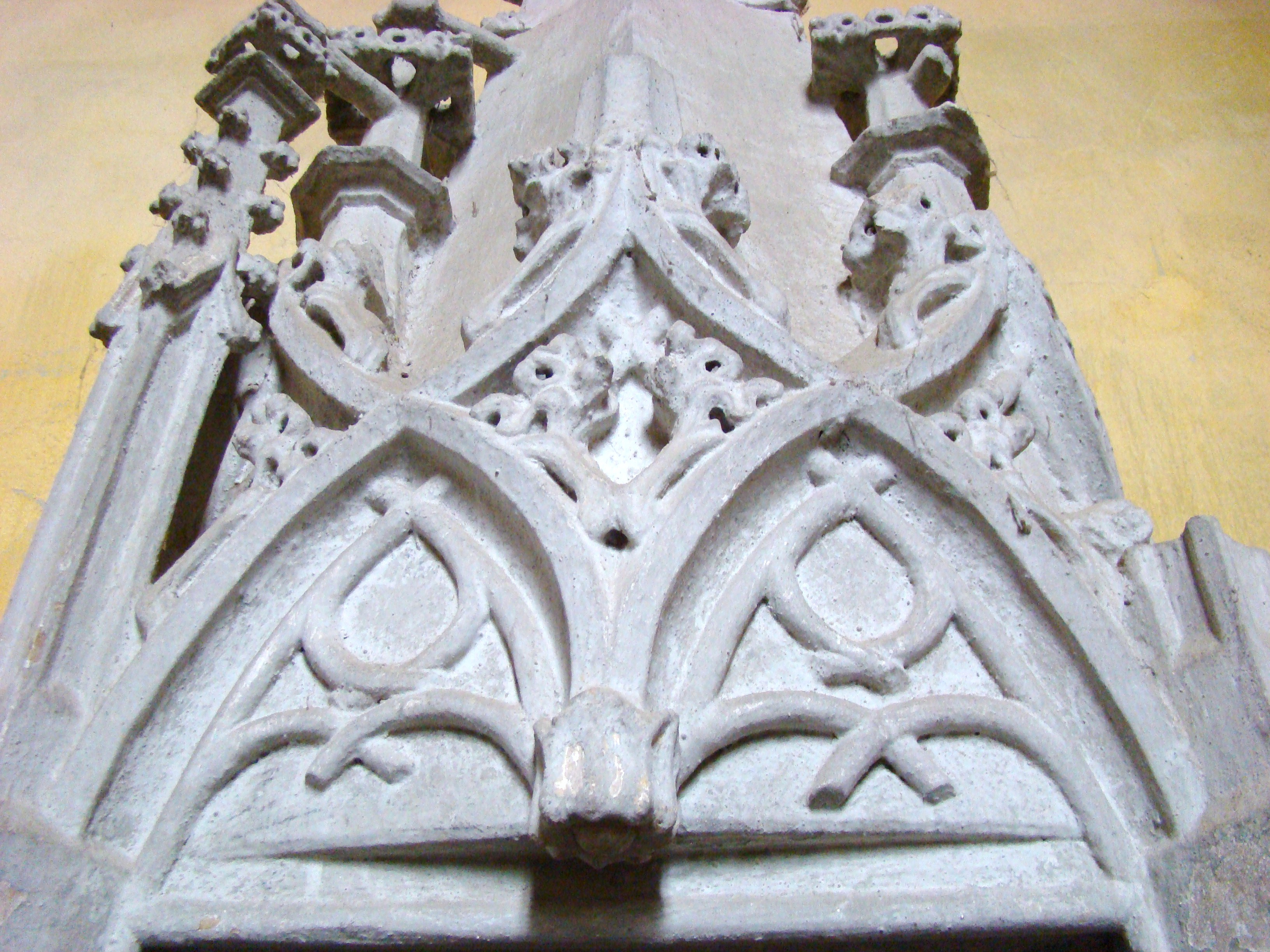
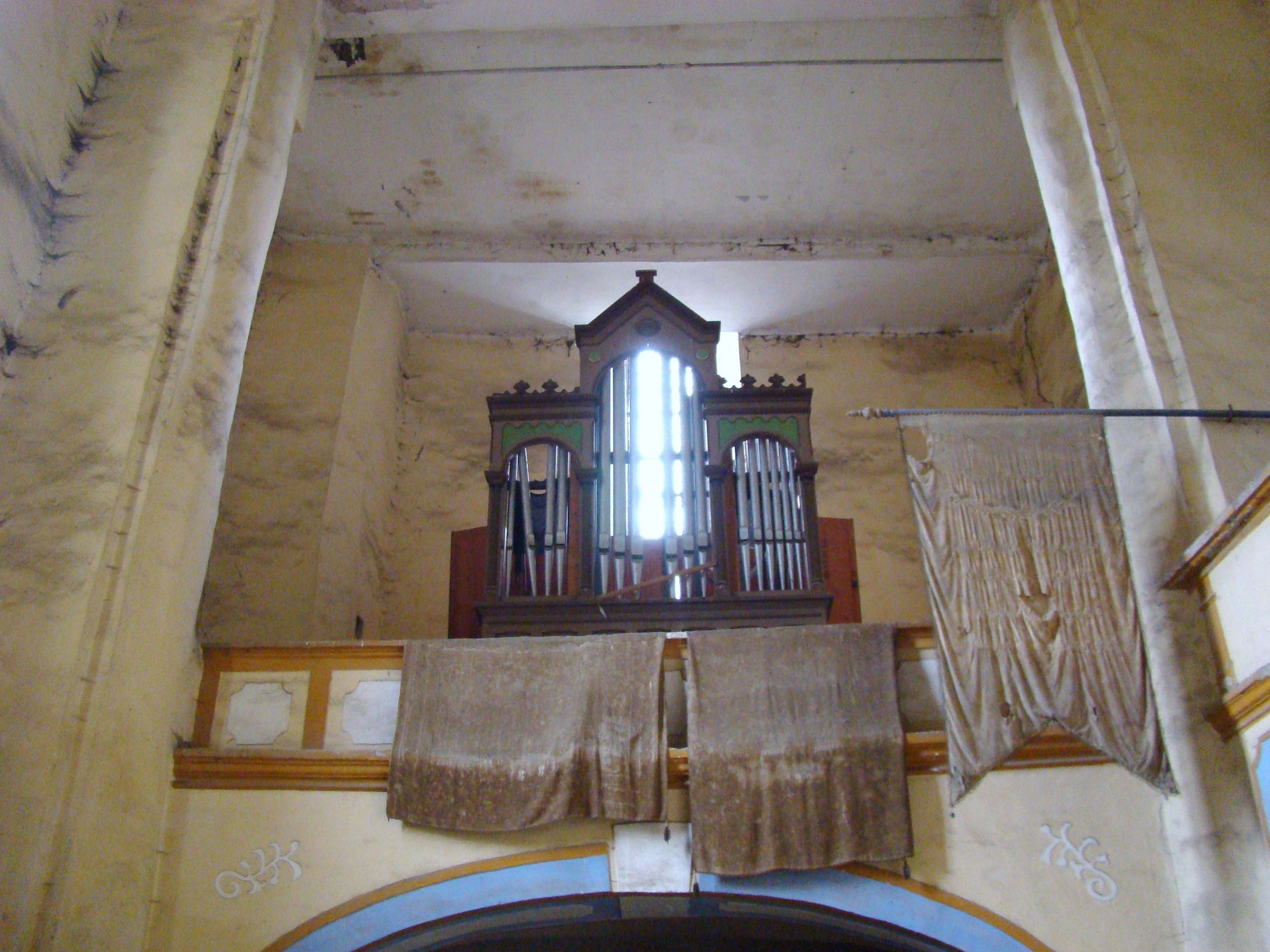
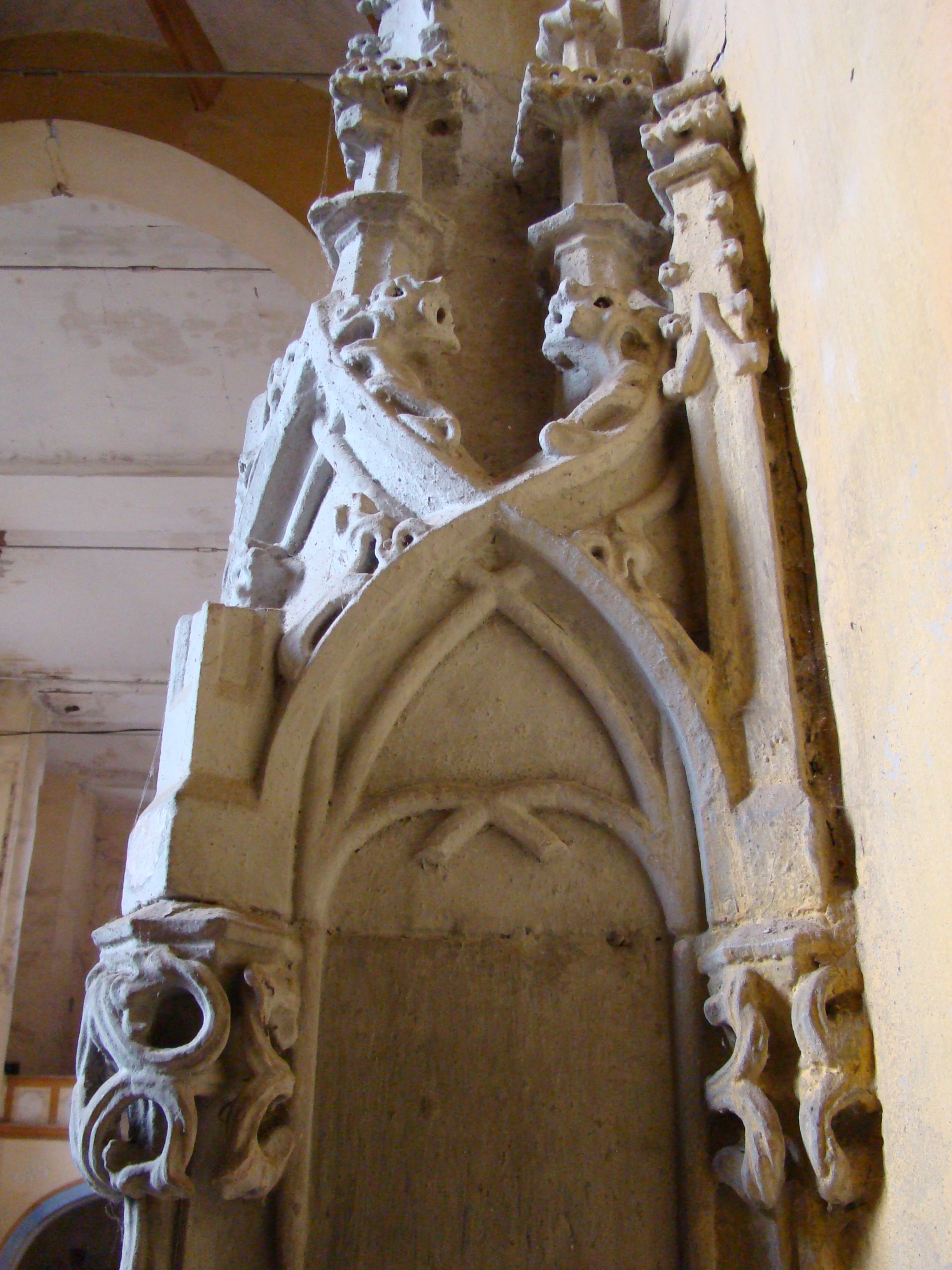
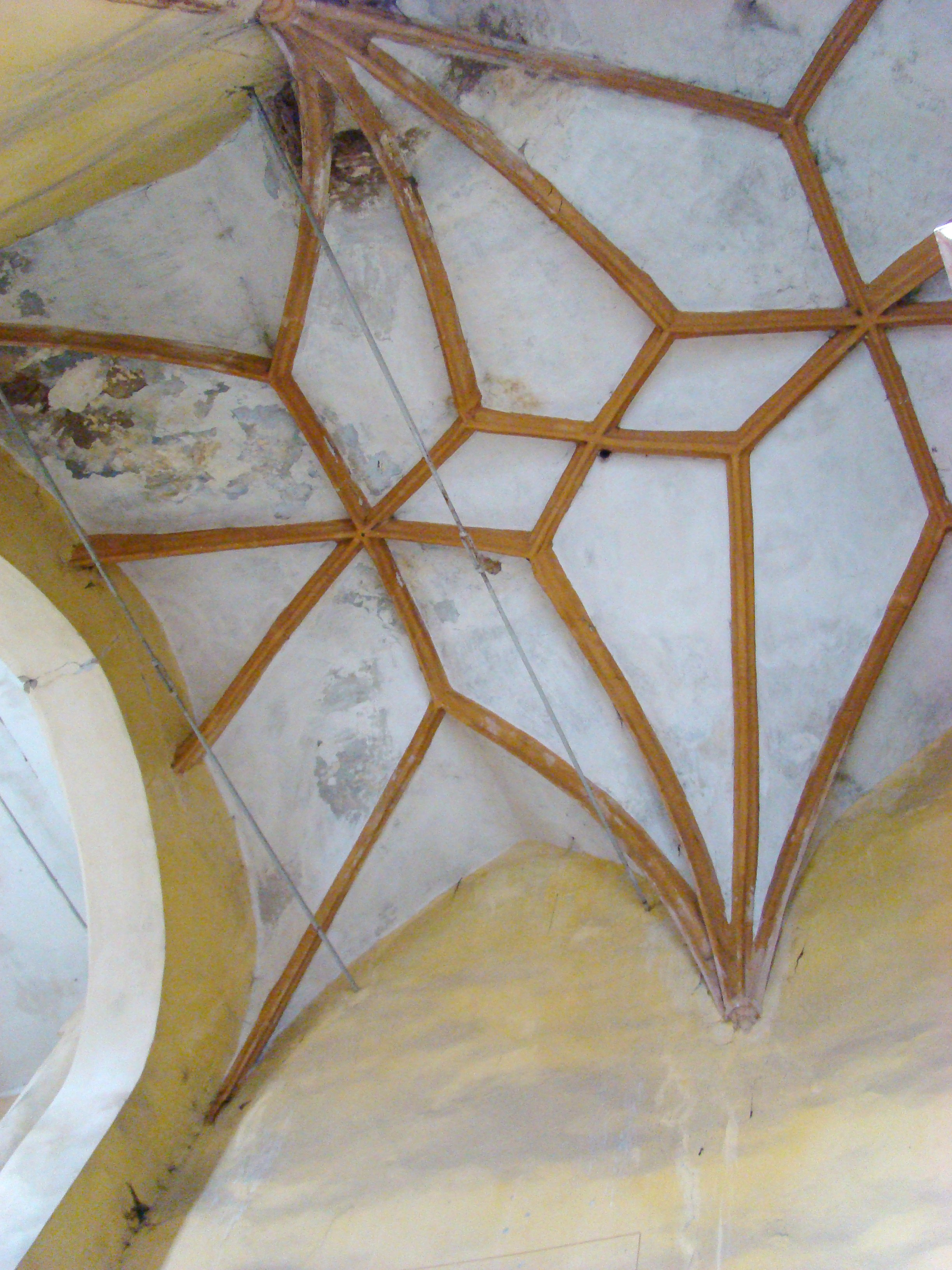
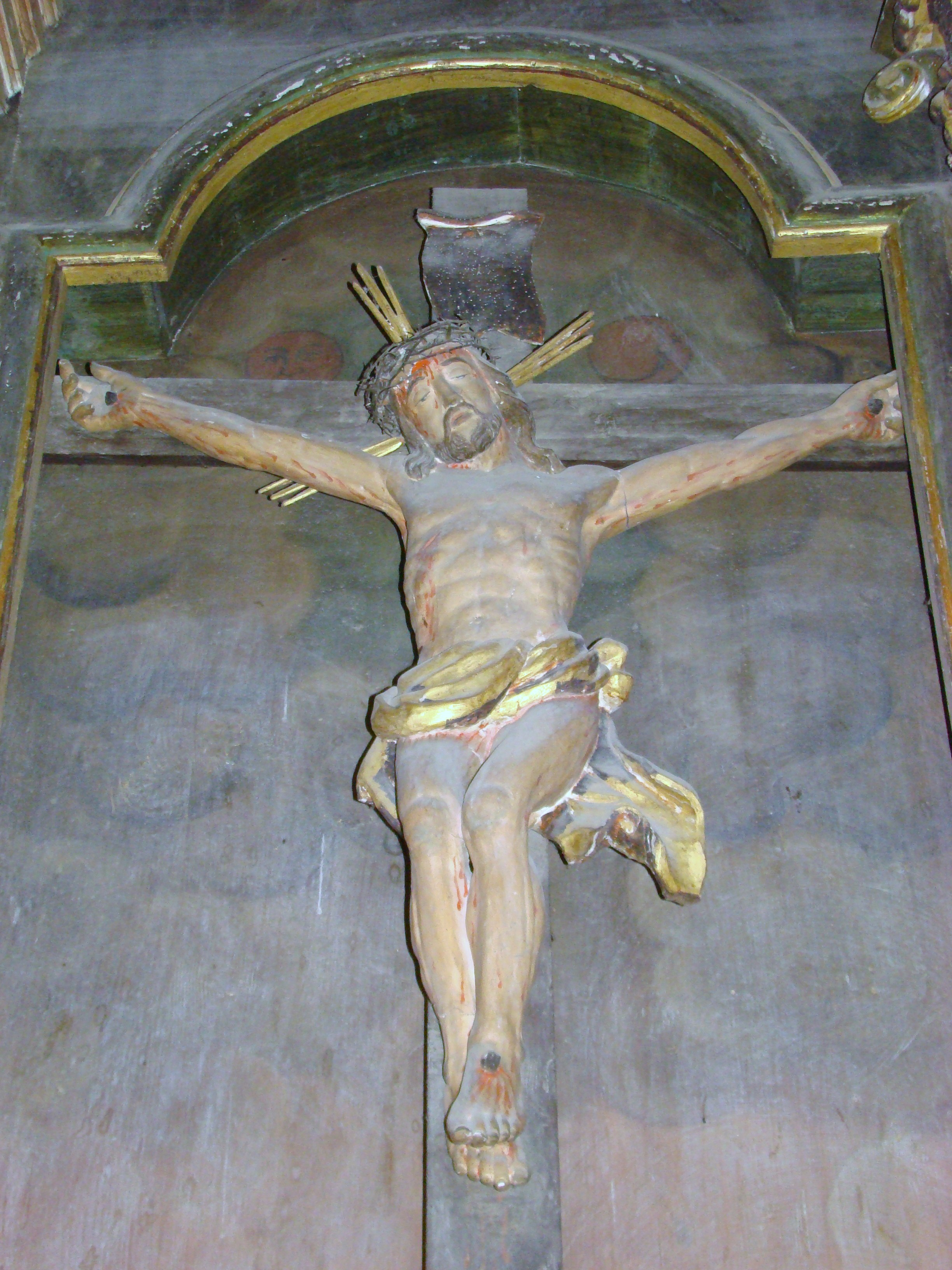
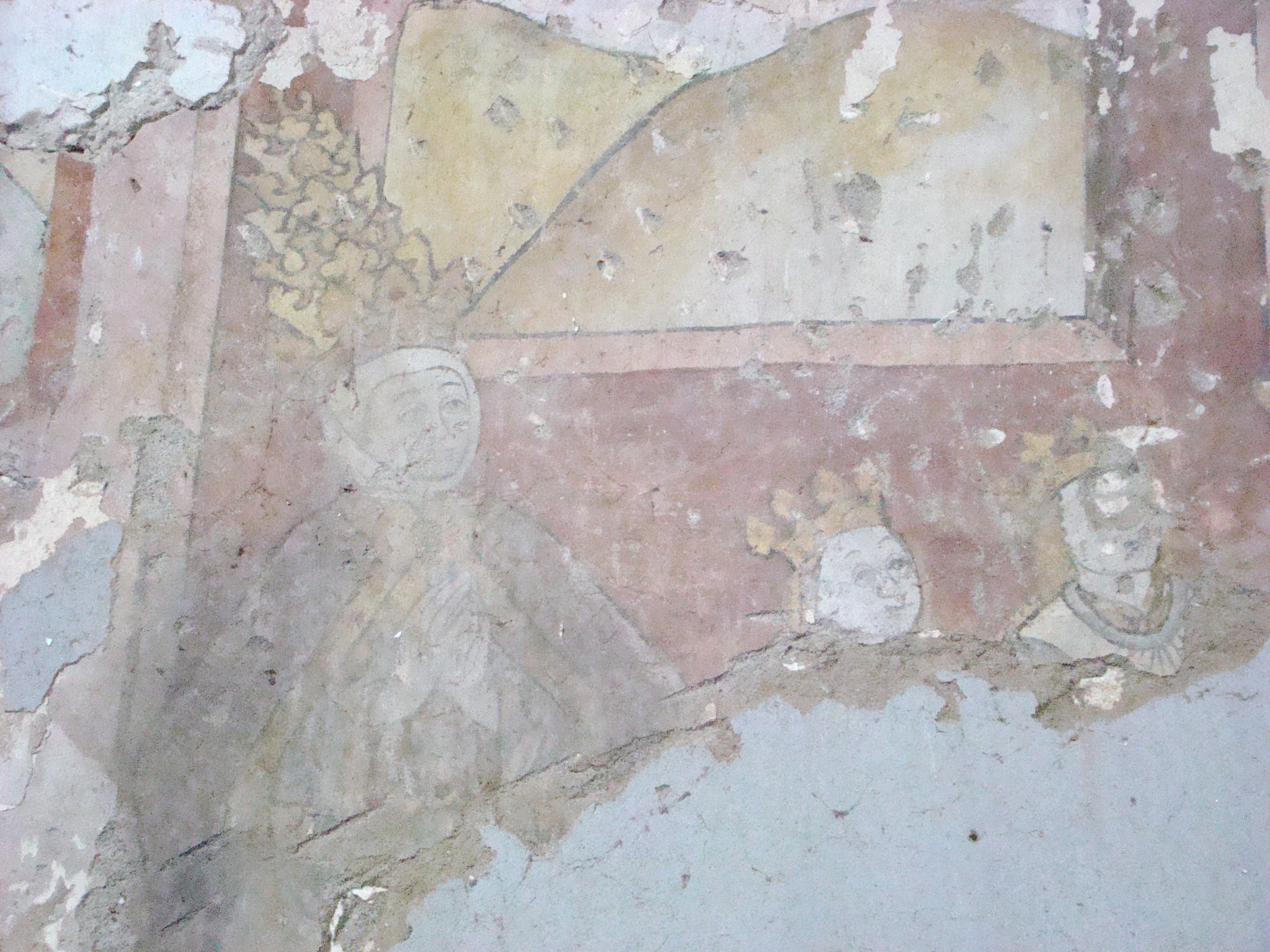
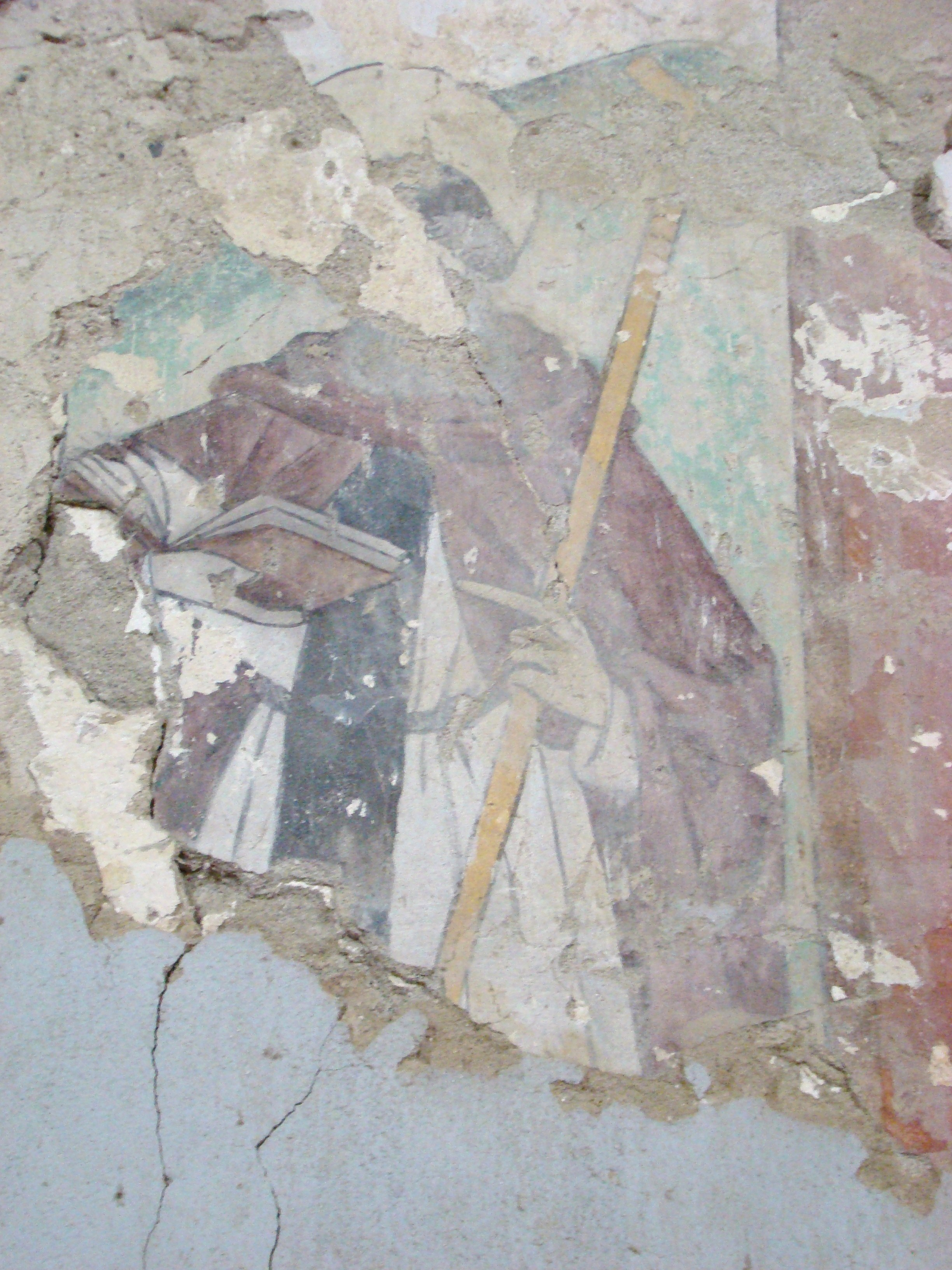
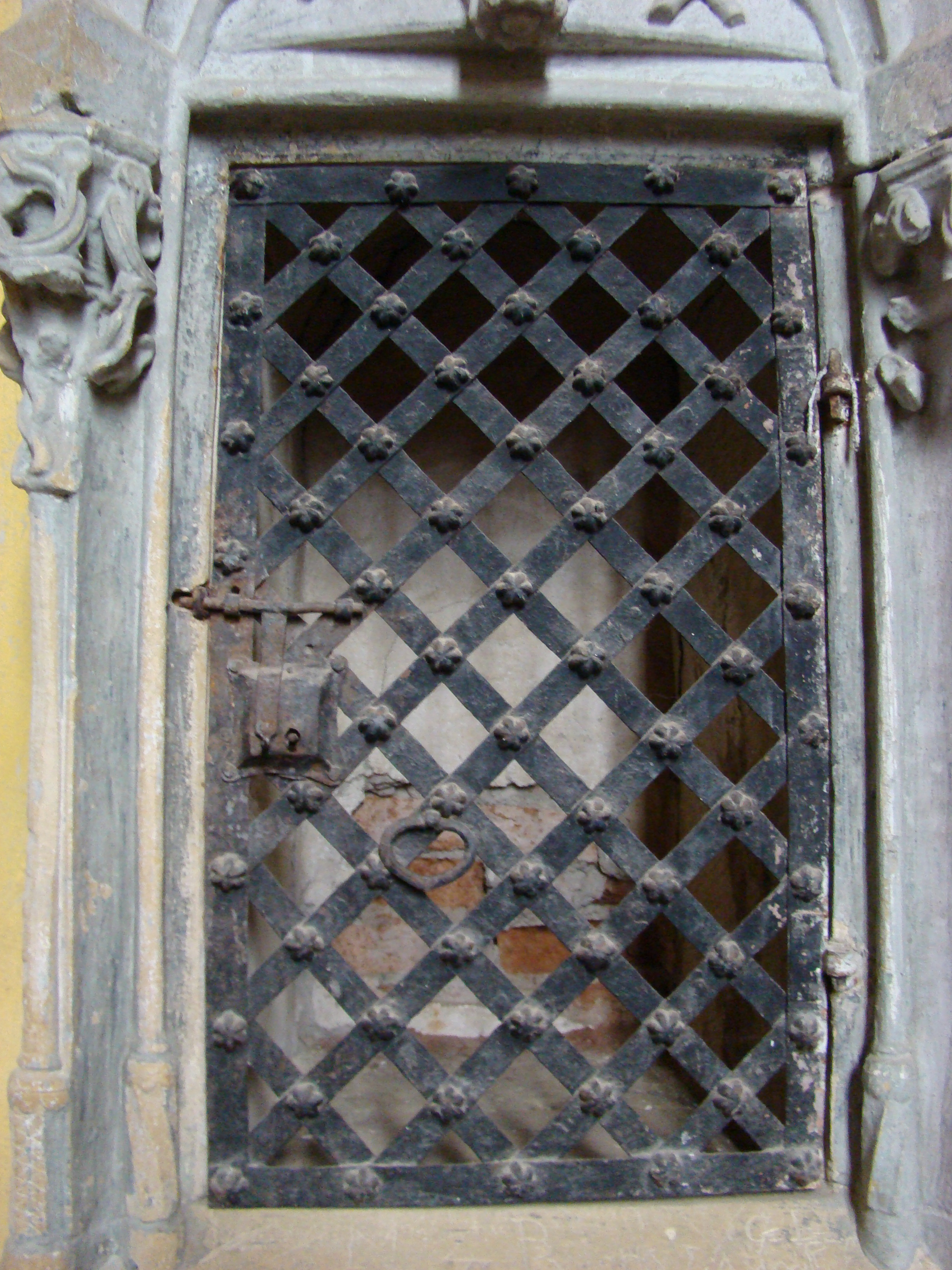
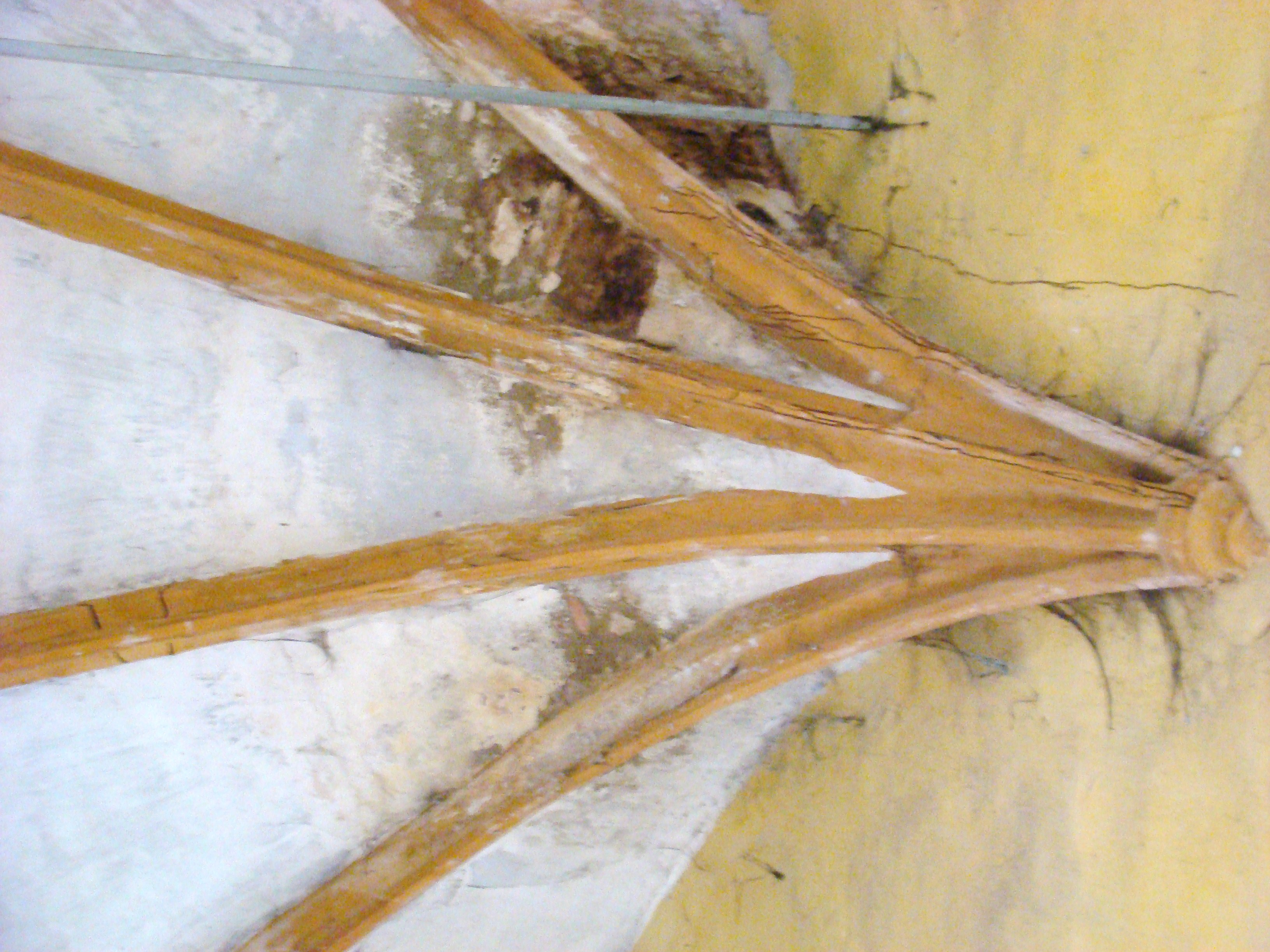